# مطبخ كمبودي
المطبخ الكمبودي هو المطبخ الوطني لكمبوديا. بحيث يعكس تقاليد الطهي المتنوعة للمجموعات العرقية المختلفة في كمبوديا، وأهمها المطبخ الخميري (بالخميري: សិល្បៈធ្វើម្ហូបខ្មែរ و
 وهو تقليد الطهي الذي يعود تاريخه إلى ما يقرب من ألفي عام لشعب الخمير. على مدى قرون من الزمان ضم المطبخ الكمبودي عناصر من المأكولات الهندية والصينية (وخاصة تيوشيو) والفرنسية والبرتغالية. وبسبب بعض هذه التأثيرات المشتركة والتفاعل المتبادل فإن المطبخ الكمبودي لديه العديد من أوجه التشابه مع مطابخ وسط تايلاند وجنوب فيتنام وبدرجة أقل أيضًا وسط فيتنام وشمال شرق تايلاند ولاوس.
يمكن تصنيف المطبخ الكمبودي إلى ثلاثة أنواع رئيسية: المطبخ الريفي والمطبخ النخبوي والمطبخ الملكي. ومع وجود بعض التمييز بين المطبخ الملكي والشعبي إلا أنه ليس واضحًا كما هو الحال في تايلاند ولاوس. كما تميل الأطباق الملكية الكمبودية إلى احتواء مجموعة أكبر من المكونات عالية الجودة وتحتوي على المزيد من اللحوم.

## التأثيرات التاريخية

### من القرن الأول إلى القرن التاسع
تشير الأدلة الأثرية إلى أنه بحلول القرنين الأول والثاني كان سكان المنطقة قد استقروا بالفعل في مجتمعات صغيرة تزرع الأرز وتربي الحيوانات. وفي وقت مبكر من القرن الأول كانت المجتمعات على طول نهر ميكونج ونهر تونلي ساب تزرع الأرز وتجمع المأكولات البحرية والأسماك من البحر والأنهار والبحيرات.
وحوالي القرن الثاني أدخل التجار الهنود العديد من التوابل إلى المطبخ الخميري. وقد لاحظ زائر صيني التأثير الهندي على المطبخ بين جوانب أخرى من ثقافة الخمير حوالي عام 400 بعد الميلاد. أما من جنوب الهند وحتى جاوة فقد اعتمد المطبخ الملكي الخميري تحضير معاجين الكاري وذلك بإضافة عشبة الليمون والجالنجال إلى الوصفة. ووفقًا لعالم الأنثروبولوجيا الكمبودي آنج تشوليان كان تأثير المطبخ الهندي على المطبخ الريفي الكمبودي محدودًا أو حتى غير موجود.
حيث يصف مقطع في كتاب سوي النظام الغذائي لسكان تشينلا في القرن السابع مشيرًا إلى أنه "يتضمن الكثير من الزبدة وخثارة الحليب والسكر البودرة والأرزوالدخن أيضًا، والذي يصنعون منه نوعًا من الكعك الذي ينقع في عصائر اللحوم ويؤكل في بداية الوجبة."

### من القرن التاسع إلى القرن الخامس عشر

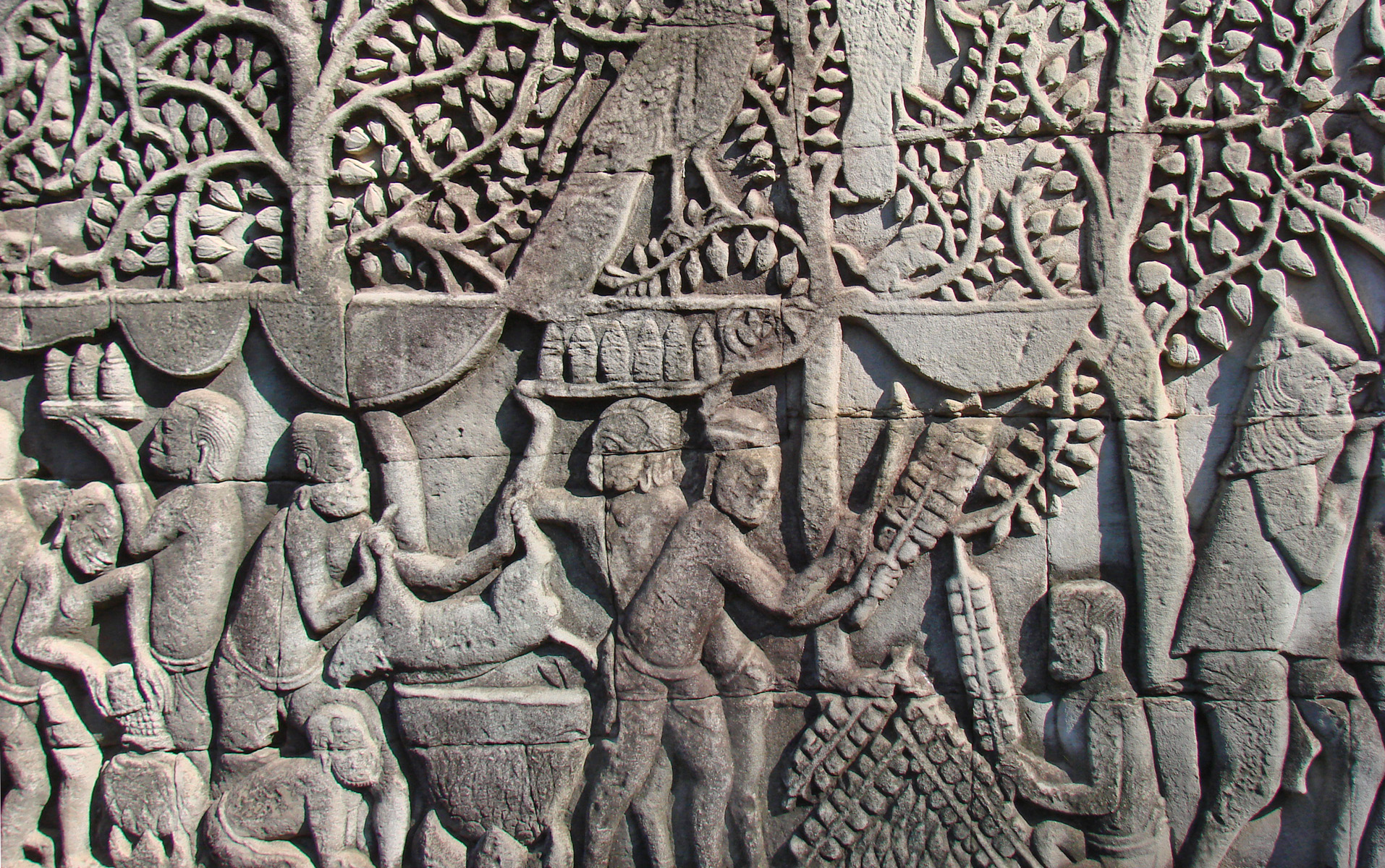
نقش بارز من معبد بايون يعود تاريخه إلى القرن الثاني عشر/الثالث عشر ويصور مطبخًا خارجيًا خميريًا يطبخ السانغ فاك والأرز، وخنزيرًا بريًا وخدمًا يحملون صواني الطعام.

بين القرنين التاسع والخامس عشر انتشر التأثير الطهوي لإمبراطورية الخمير المتنامية خارج حدود كمبوديا الحديثة إلى ما يُعرف الآن بتايلاند ولاوس وفيتنام وإندونيسيا. فوفقًا لرواية الدبلوماسي الصيني تشو داجوان كان البصل والخردل والثوم المعمر والباذنجان والبطيخ والقرع الشتوي والقرع الثعباني والأمارانث والعديد من الخضروات الأخرى بالإضافة إلى الرمان وقصب السكر وزهور اللوتس وجذور اللوتس والكشمش الصيني والموز والليتشي والبرتقال والعديد من الفواكه الأخرى متوفرة في إمبراطورية الخمير في أواخر القرن الثالث عشر.
فقد كانت زراعة المحاصيل الغذائية والنباتات الأخرى وحصادها بأسلوب نشط في الحدائق الاستوائية داخل المدن ومعابد إمبراطورية الخمير وما حولها. وحددت التحقيقات الأثرية النباتية في أنغكور وات وتا بروم بقايا كبيرة من الأرز والسمسم والفاصوليا الخضراء والزنجبيل والفلفل الأسود والفلفل الطويل وقشر الليمون الحامض أو الليمون الكافيري بالإضافة إلى حصوات نباتية من نباتات من عائلات القرعيات والتفاحيات والأريكاسيا والكاناريوم، على حين حددت التحقيقات الأثرية النباتية في أنغكور ثوم في القرنين الرابع عشر والخامس عشر بقايا كبيرة من الأرز والسمسم والفاصوليا الخضراء والبازلاء والفاصوليا الصفراء والفاصوليا الطويلة.
لعدة قرون كانت إمبراطورية الخمير الحضارة الهندية المهيمنة في المنطقة وامتد تأثيرها إلى فنون الطهي. وقد لعبت إمبراطورية الخمير دورًا وسيطًا في نقل التأثير للطهي الهندي الذي أصبح الآن أساسيًا في المطبخ التايلاندي المركزي. كما يعود الفضل في التقارب الوثيق بين المطبخ الكمبودي والمطبخ التايلاندي المركزي إلى الاتصال الواسع الذي دام قرونًا بين إمبراطورية الخمير ومملكة أيوثايا. وتتشابه مبادئ النكهة في العديد من الأطباق الكمبودية مثل حساء السمك الحامض واليخنات والكاري المصنوع من جوز الهند -بما في ذلك الكاري المطهو على البخار- في نكهات المطبخ التايلاندي المركزي. ومع ذلك تميل الأطباق الكمبودية إلى استخدام كمية أقل من الفلفل الحار والسكر، وتركز بدلاً من ذلك على التوابل العطرية مثل الهيل واليانسون النجمي والقرنفل وجوزة الطيب إلى جانب عشبة الليمون والزنجبيل والجالنجال والكزبرة وأوراق الليمون البري.
تأثر المطبخ الخميري أيضًا بمطبخ إيسان في تايلاند ويحظى المطبخ الخميري بشعبية كبيرة في المقاطعات الجنوبية السفلى في المنطقة مثل سورين وسيساكيت وبوريرام التي تضم عددًا كبيرًا من السكان الخمير الشماليين. وتشمل الأطباق المتأثرة بالخمير في مقاطعة سورين سانلو شيك وسالوت راو أو كاينج فويك وأنج كايب بوب وسوم جروك. مع هجرة القبائل التايلاندية جنوبًا تأثرت بممارسة الخمير في تخمير الأسماك وتبنت المكونات المحلية -بما في ذلك البراهوك- والذي أصبح جزءًا من مطبخ إيسان (كما يطلق عليه بلا را) والمطبخ اللاوي (كما يطلق عليه بادك) منذ أن كانت إيسان ولاوس جزءًا من إمبراطورية الخمير.
كما تأثر المطبخ اللاوي أيضًا بالمأكولات الكمبودية استنادًا إلى الهجرة اللاوية إلى البلاد. والمطبخ الخميري لديه الكثير من القواسم المشتركة مع مطابخ إيسان ولاوس مقارنة بالمطبخ التايلاندي المركزي.

### من القرن السادس عشر إلى الثامن عشر
في بداية القرن السادس عشر وصل التجار والمستكشفون البرتغاليون إلى كمبوديا، وأدخلوا مجموعة متنوعة من الفواكه والخضروات من أمريكا الجنوبية وأوروبا وأجزاء أخرى من آسيا. وشملت هذه الفواكه البابايا والطماطم والأناناس والفول السوداني والكاجو والأفوكادو والفانيليا والتفاح والفاكهة العاطفية والبطاطا الحلوة. ومع ذلك فإن التأثير البرتغالي على المطبخ الكمبودي امتد إلى ما هو أبعد من مجرد المكونات. كما أن حلوى الخمير التقليدية كروب كنور (គ្រាប់ខ្នុរ) هو سليل مباشر من الكعكات البرتغالية فيوس دي أوفيوس ويُعتقد أيضًا أن كعكات البيض الكمبودية نام بارانج (នំបារាំង) لها أصول برتغالية.
منذ القرن الثامن عشر فصاعدًا أثرت مكونات وأطباق شعب الخمير كروم الأصلي في دلتا ميكونج -وأبرزها التوابل (الهيل والقرفة واليانسون النجمي والقرنفل والزنجبيل والكركم والكزبرة المطحونة) والكاري والأطعمة المخمرة- على مطبخ جنوب فيتنام الحديث حيث بدأ عدد كبير من الفيتناميين في الاستقرار في المنطقة. وأيضاً أطباق الخمير كروم مثل بون نوك لاو وكان الشعب الفيتنامي والصيني في المنطقة يعتمدان بون مام وحساء كانه سيامي لو، في حين تبنى الخمير كروم لاومام وكانه تشوا الفيتنامي والأرز المقلي الصيني يانغ تشاو في مطبخهم. التخصصات الخميرية من مقاطعة سوك ترانج مثل كوم دب و نوم كابونج (នំកំប៉ុង) اكتسبت شعبية كبيرة في جميع أنحاء دلتا ميكونج وأجزاء أخرى من فيتنام. تُباع الفطائر على الطريقة الخميرية المعروفة باسم أوم شيل عادةً في أكشاك الطعام حول دلتا ميكونج، وخاصةً في مقاطعة ترا فينه . وعلى العكس من ذلك، تكثف التأثير الفيتنامي على المطبخ الكمبودي خلال قرنين من الحكم الفيتنامي في كمبوديا. من بين الأطباق التي يُعتقد أن المطبخ الكمبودي استعارها من المطبخ الفيتنامي لحم البقر لوك لاك ونيم نوينج .

### القرن التاسع عشر والقرن العشرين

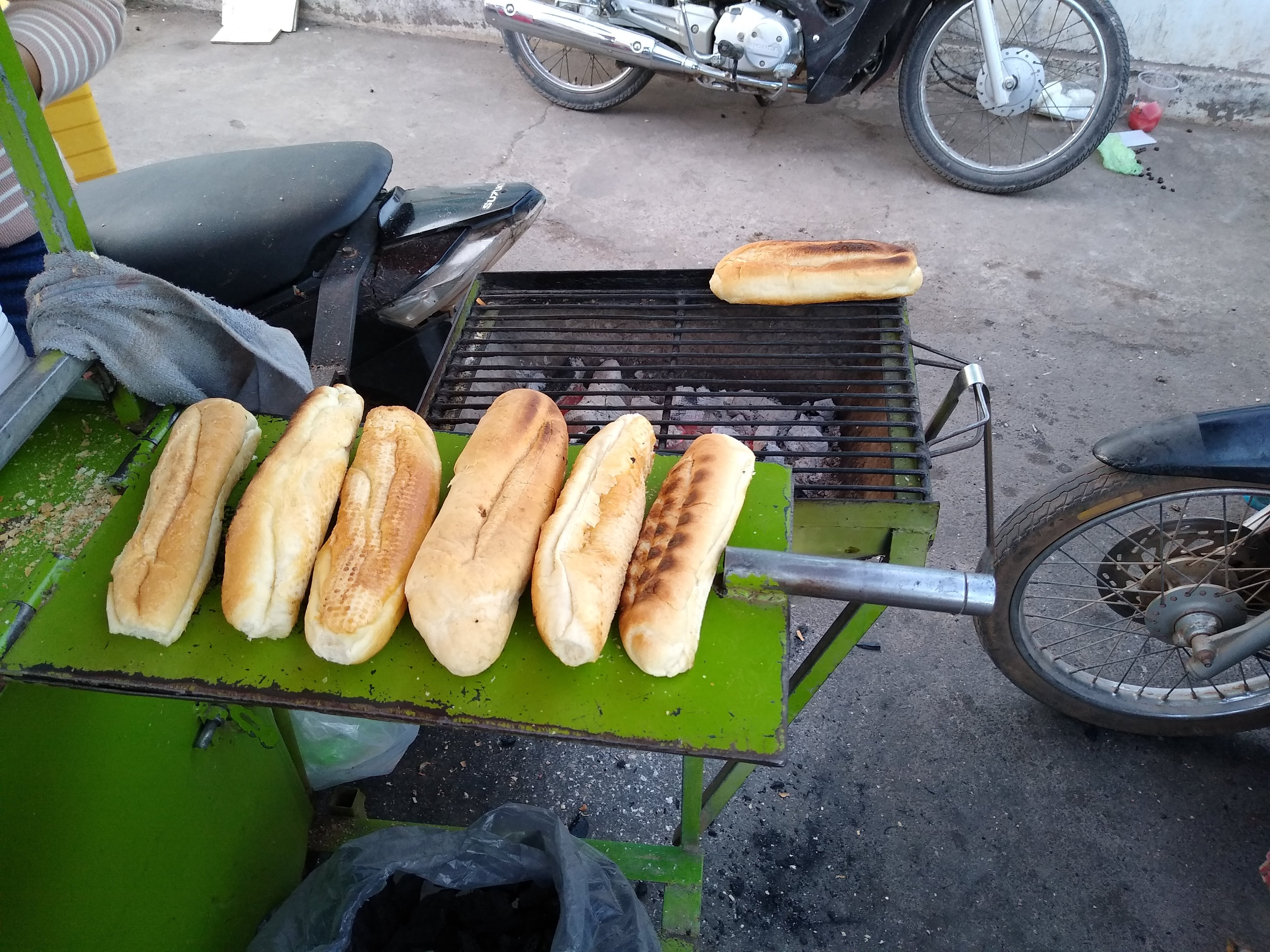
خبز الباجيت المحمص للبيع في كامبوت

من عام 1863 إلى عام 1953 كانت كمبوديا محمية فرنسية ، مما أدى إلى اعتماد العناصر الفرنسية في المطبخ الكمبودي. أصبح الخبز الفرنسي (باغيت) -أو غالبًا ما يكون نصف الخبز الفرنسي- شائعًا في كمبوديا، وغالبًا ما يستخدم لصنع السندويشات بالزبدة أو السردين في الزيت أو مع الباتيه. ويمكن تناولها أيضًا مع الكاري كبديل لشعرية الأرز الطازجة أو الأرز. في وجبة الإفطار تقدم شرائح من الخبز الفرنسي المغطى بالجبن الذائب أو فطيرة كبد الخنزير، أو السردين في الزيت إلى جانب البيض المقلي أو العجة. قام الفرنسيون بإدخال العديد من المكونات إلى المطبخ الكمبودي مثل: البطاطس والبصل والزبدة والسمن والجزر. تستعمل البطاطس المقلية في النسخة "الإنجليزية" من طبق لوك لاك ، كما يضاف الجزر إلى الحساء وتدمج أوراق الخس أو البصل المقطع في الأطباق الكمبودية الأخرى. أصبحت الزبدة والسمن من الدهون المفضلة في المطبخ الكمبودي. تشمل التَّبنيات الخميرية الأخرى المأخوذة من المطبخ الفرنسي: القهوة والحليب المكثف والشوكولاتة والبيرة والنبيذ. يتشارك المطبخ الفيتنامي واللاوي التأثير الفرنسي حيث كانت فيتنام ولاوس وكمبوديا جزءًا من الهند الصينية الفرنسية.

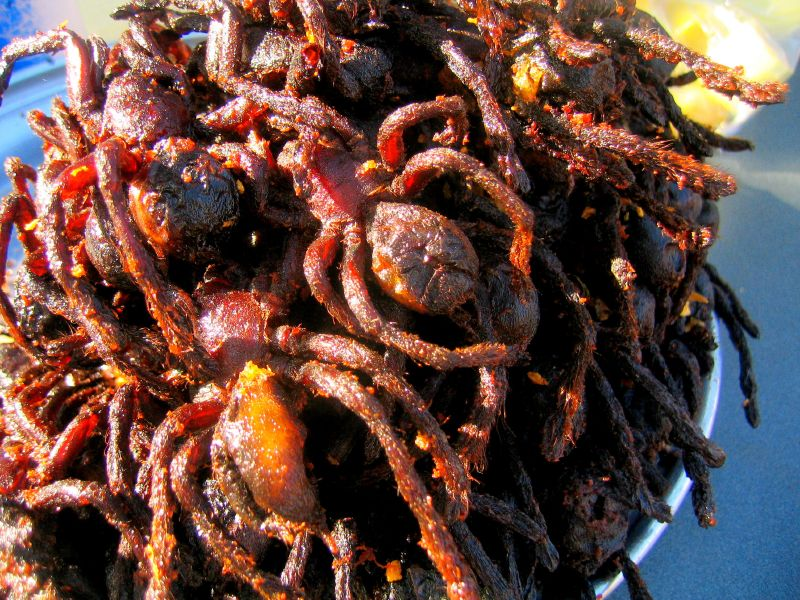
العناكب المقلية في سوق في سكون

في العقود التي أعقبت الحرب العالمية الثانية قامت العديد من عائلات الطبقة المتوسطة والنخبة الحضرية في كمبوديا بتوظيف طهاة مدربين على المطبخ الفرنسي، وغالبًا ما لم يتعلم أطفال هذه الأسر الطبخ بأنفسهم. وقد تعطل نقل المعرفة الطهوية الكمبودية بدرجة أكبر بسبب الحرب الأهلية الكمبودية والإبادة الجماعية الكمبودية في السبعينيات والثمانينيات. خلال حكم الخمير الحمر ، كان المطبخ الكمبودي يقتصر على عصيدة الأرز البسيطة، وأُجبر الكمبوديون على البدء في اصطياد الحشرات والضفادع والثعابين والقواقع وغيرها من الحيوانات الصغيرة وتناولها لتجنب الجوع. من الآثار المتبقية من هذا العصر ممارسة أكل العناكب المقلية ( أبينج) والتي تباع الآن كطعام في الشوارع للسياح ولا يزال بعض السكان المحليين يستهلكونها -وخاصة في سكون - والتي اكتسبت لقب سبايدرفيل.

### القرن الحادي والعشرين
في الوقت الحاضر، دخلت المزيد والمزيد من سلاسل الوجبات السريعة الآسيوية (مثل ذا بيتزا كومبني و لوتريا و بيبر لانش ويوشينويا و بونشون) وسلاسل الوجبات السريعة الغربية (مثل برجر كنج ودجاج كنتاكي وكرسبي كريم وكارلز جي آر.) إلى السوق الكمبودي -وخاصة في بنوم بنه- وأصبحت الوجبات السريعة متكاملة بطريقة متزايدة في المشهد الغذائي الكمبودي وخاصة بين جيل الشباب.
منذ أوائل عام 2010 اكتسبت حركة الطهي الشعبية الناشئة في سيام ريب -والتي تسمى "المطبخ الكمبودي الجديد"- زخمًا كبيرًا. وهي تتألف من ستة طهاة ومالكي مطاعم كمبوديين -بولا سيفوسوثيا سينج وبول كيمسان وسوك كيمسان ومينجلي مورك وفيك تيم- الذين يقومون بتجربة وتحديث الأطباق الكمبودية التقليدية. وفي الآونة الأخيرة كان هناك تطوير لتطبيقات جوال مخصصة للوصفات التقليدية الخميرية، مثل "وصفة الطبخ الخميرية" التي قام بتنزيلها أشخاص لأكثر من 100000 مرة على جوجل بلاي و"الطبخ الخميري".

#### في الولايات المتحدة (القرنين العشرين والحادي والعشرين)
منذ أواخر سبعينيات القرن العشرين استقر حوالي 200 ألف كمبودي في الولايات المتحدة الأمريكية -نصفهم تقريبًا في جنوب كاليفورنيا - هربًا من الخمير الحمر والاضطرابات الاقتصادية والسياسية التي أعقبت ذلك في كمبوديا. يملك الأميركيون من أصل كمبودي حوالي 9000 شركة، أغلبها مطاعم ومحلات بقالة تلبي احتياجات المجتمع الأميركي من أصل كمبودي المحلي. يمتلك الأميركيون من أصل كمبودي حوالي 90% من 5000 متجر دونات مملوك بدرجة مستقلة في كاليفورنيا. وكان أنجحهم هو تيد نجوي الذي كان يمتلك حوالي 70 متجرًا لبيع الكعك المحلى في كاليفورنيا في ذروة نجاحه وكان يُلقب بـ "ملك الكعك المحلى".

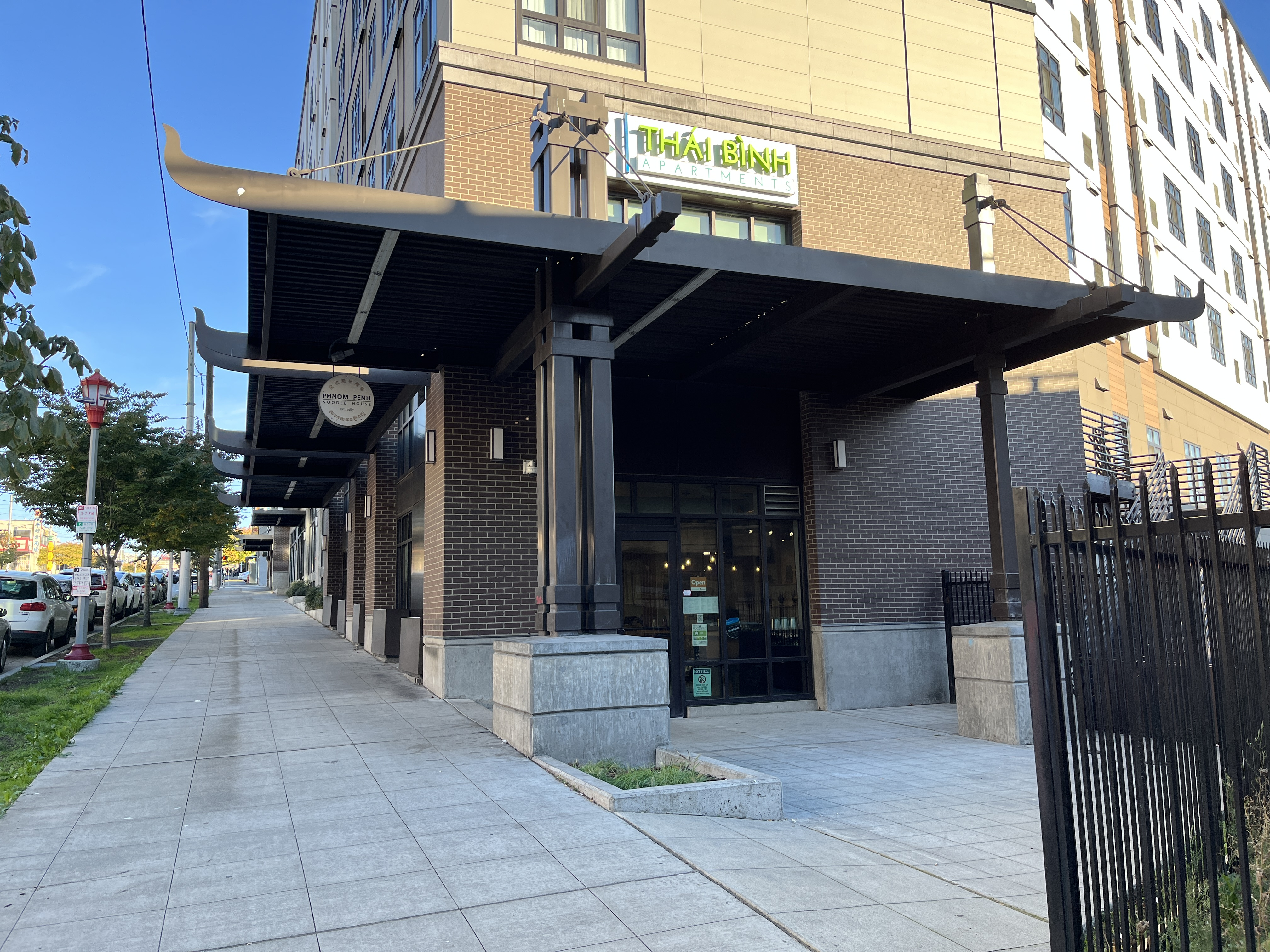
مطعم نودلز بنوم بنه في سياتل.

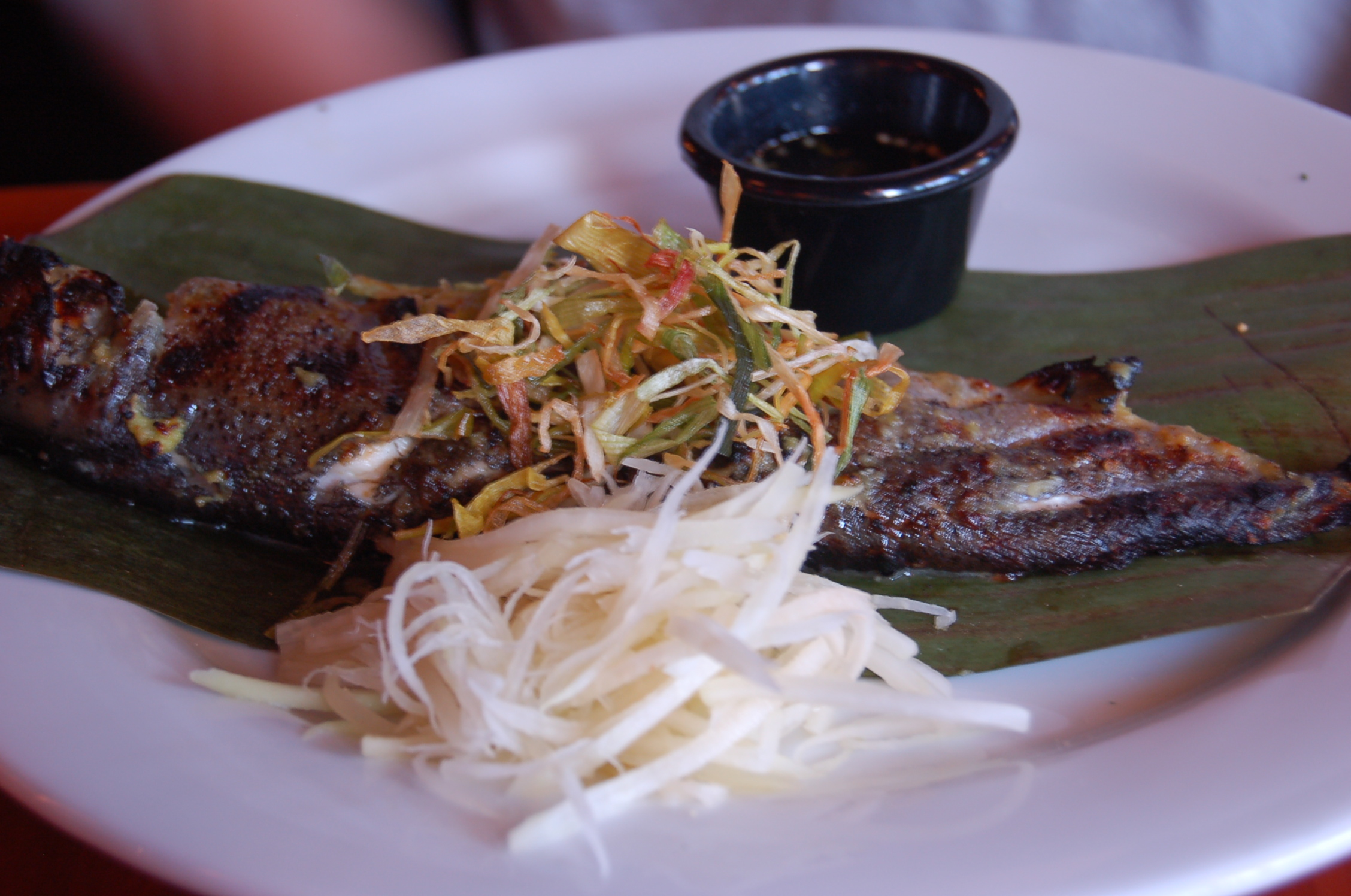
سمك السلمون المرقط المشوي (تري آنج) مع صلصة جوز الهند والزنجبيل يقدم في مطعم Elephant Walk في كامبريدج، ماساتشوستس.

مع مرور الوقت تطور الطعام الذي يطبخه الكمبوديون في الولايات المتحدة إلى صنف كمبودي أمريكي مميز. تلعب اللحوم -وخاصة لحم البقر والدجاج- دورًا أكثر مركزية في الوجبات الكمبودية الأمريكية، والتي تستخدم أيضًا الطماطم والذرة على نطاق أوسع. تعتبر عادات الأكل غير الصحية، مثل استهلاك اللحوم الدهنية ومعدلات السمنة أعلى بين الأميركيين من أصل كمبودي الذين عانوا من الحرمان الغذائي وانعدام الأمن الغذائي بوجه أكثر حدة في الماضي. لقد أصبح طعام الأمريكيين الكمبوديين من الجيل الثاني والثالث أكثر أميركية. المطبخ الكمبودي ليس معروفًا جيدًا في الولايات المتحدة وعادةً ما يقارنه العديد من الأميركيين بالطعام التايلاندي. توجد معظم المطاعم الكمبودية في المدن التي تضم عددًا كبيرًا من السكان الكمبوديين، مثل لوويل و ماساتشوستس ولونج بيتش و كاليفورنيا وسياتل و واشنطن. ومع ذلك، تقدم بعض المطاعم المملوكة للكمبوديين مأكولات آسيوية أخرى -وخاصة التايلاندية والصينية- على حين في المطاعم التي تقدم المأكولات الكمبودية تهيمن الأطباق الصينية والتايلاندية والفيتنامية عادةً على الأطباق الخميرية.
يوجد في مدينة لونج بيتش في ولاية كاليفورنيا أكبر عدد من المطاعم الكمبودية في الولايات المتحدة: اثنان وعشرون بما في ذلك مطعم بنوم بنه نودل شاك ومطعم صوفي. تقدم بعض المطاعم المملوكة للكمبوديين في المدينة -مثل مطبخ ليتل لا لون وكريستال تايلندية كمبودية- الطعام التايلاندي. في حين تقدم مطاعم أخرى -مثل هاك هينج أو جولدن تشاين إكسبريس- الطعام الصيني. يوجد في مدينة لويل بولاية ماساتشوستس ما لا يقل عن عشرين مطعماً كمبودياً من بينها تيبثيدا الخمير وسيمبلي خمير. وتشمل المطاعم الكمبودية الأخرى الشهيرة مطعم سوك ساب باي في بورتلاند بالإضافة إلى مطعم بنوم بنه نودل هاوس ومطعم كوينز ديلي في سياتل. المطعم الكمبودي الأكثر شهرة في الولايات المتحدة هو أليفانت ووك الذي يقدم المأكولات الخميرية المستوحاة من المطبخ الفرنسي. كان لونجتاين دي مونتيرو قد افتتحه في عام 1991 في كامبريدج ماساتشوستس. كما أنشأ المطعم كتاب طبخ يحمل نفس الاسم وهو أول كتاب طبخ أمريكي كمبودي.
ثم تعيين جزء من سنترال لونج بيتش رسميًا كمدينة كمبوديا في عام 2000 حيث يقام منذ عام 2005 عرض سنوي ومهرجان ثقافي يتميز أيضًا بالمطبخ الكمبودي. منذ أواخر العقد الأول من القرن الحادي والعشرين كانت هناك موجة ناشئة من الطهاة والمطاعم الكمبودية الأمريكية من الجيل الثاني في الولايات المتحدة تركز على المطبخ الكمبودي. ومن بينها مطعم نيوم باي الحائز على جوائز والذي كان افتتاحه في فروتفيل أوكلاند كاليفورنيا في عام 2018 على يد الشيف نايت يون.

## الاختلافات الجغرافية
في المناطق الساحلية في كمبوديا تعتبر الأطباق التي تحتوي على الأسماك المالحة أكثر شيوعًا. كانت مدينة كامبوت تشتهر في الماضي بسمك الزبيدي المقلي مع الثوم والسكر وعصير الليمون والفلفل الحار. كانت مدينة المنتجع الاستعماري كيب تستضيف تاريخيًا العديد من مطاعم المأكولات البحرية الفاخرة على طول الكورنيش والتي استبدلت بعد تدمير المدينة على يد الخمير الحمر في السبعينيات ببائعين فرديين يقدمون أطباق مأكولات بحرية أبسط، مثل السلطعون المقلي بالبصل والفلفل الأسود أو قطع الحبار المجفف المطحون أو المشوي على نار الخشب يقدمًا مع البابايا المخللة والخيار.
في الجزء الشمالي من البلاد -على طول الحدود بين كمبوديا وتايلاند- تتأثر الأطباق بالمطبخ التايلاندي وتحتوي على كمية متزايدة من حليب جوز الهند والفلفل الحار والسكر. في شمال كمبوديا تشمل الأطباق أيضًا لحوم الطرائد مثل لحم الغزال ولحوم الطيور البرية، كما تستخدم براعم الخيزران -المشهورة في المطبخ اللاوي- بصفة أكثر تكرارًا. في شمال غرب كمبوديا توجد بقايا من المطبخ الإمبراطوري الخميري وخاصة في الكاري المطهو على البخار. في المناطق المرتفعة من كمبوديا يتناقص توفر الخضروات البرية بسبب إحاطة الغابات المشتركة، وتعتمد الأسر الأصلية من شعب الخمير لوي بوجه متزايد على أسلوب الطبخ الخميري والنظام الغذائي الذي يعتمد على اللحوم بكثافة والذي أدخله المهاجرون الخمير.
الاختلافات بين المأكولات الريفية والحضرية أكثر وضوحا من الاختلافات الإقليمية. يميل المطبخ الريفي إلى أن يكون أكثر بساطة ويعتمد إلى حد كبير على المكونات التي يمكن للسكان المحليين زراعتها أو جمعها بأنفسهم. لحوم البقر نادرة وفي حين تكون تربية الخنازير والدجاج بدرجة شائعة كان استخدام اللحوم بطريقة مقتصدة. بسبب التكلفة العالية للتوابل وعملية طحن اللحوم واستخراج حليب جوز الهند التي تتطلب جهداً مكثفاً يكون حجز الكاري عادة للمناسبات الخاصة والأعياد. في المقابل فإن المكونات في المطبخ الحضري تكون أكثر تنوعا والأطباق أكثر تطورا، أيضًا هناك فرق ملحوظ بين الطعام الذي يتناوله الفقراء والأثرياء. بعض المأكولات الراقية في المناطق الحضرية نشأت في البلاط الإمبراطوري.

## أدوات المطبخ والأكل

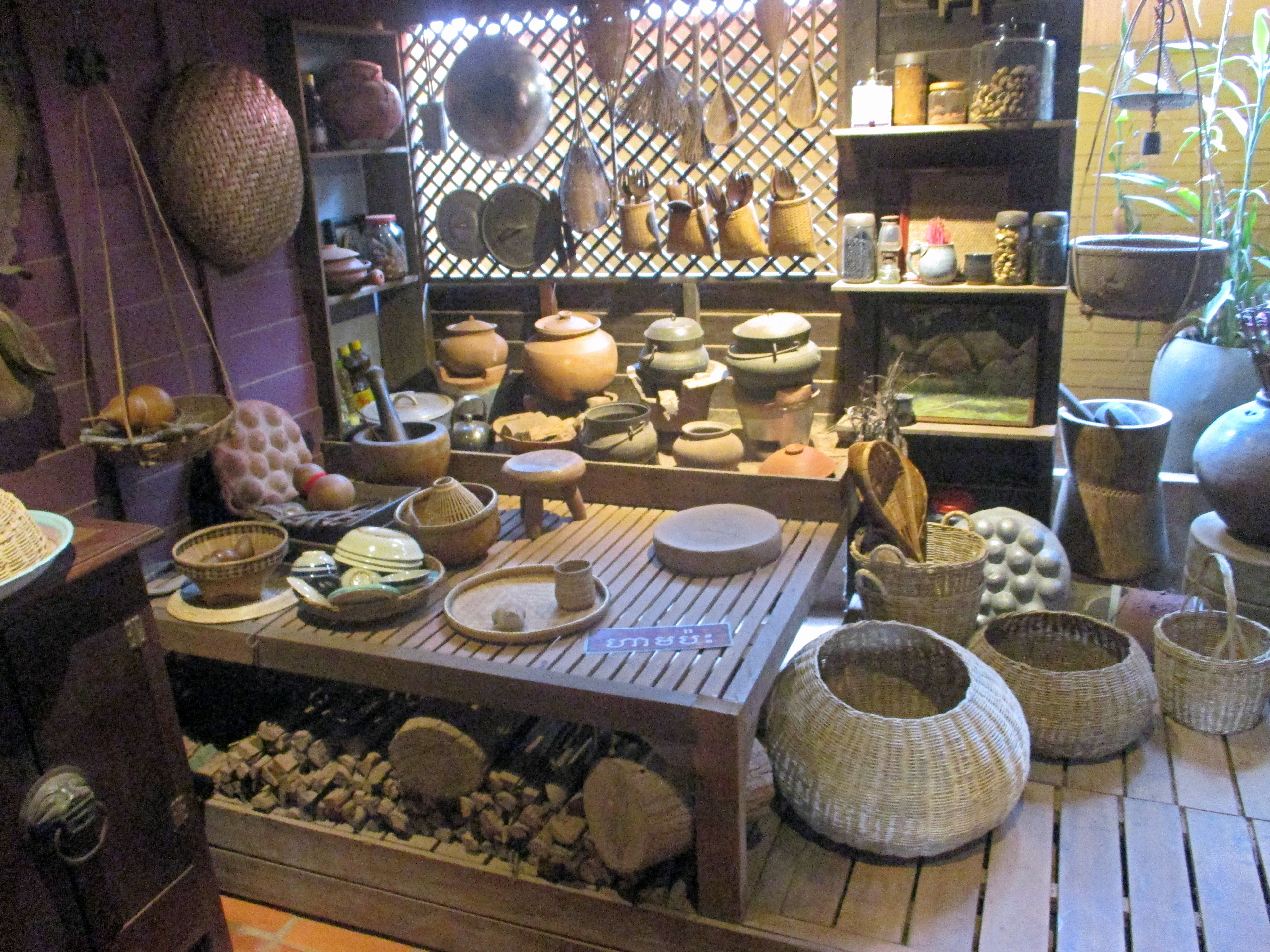
الجزء الداخلي من المطبخ الخميري التقليدي

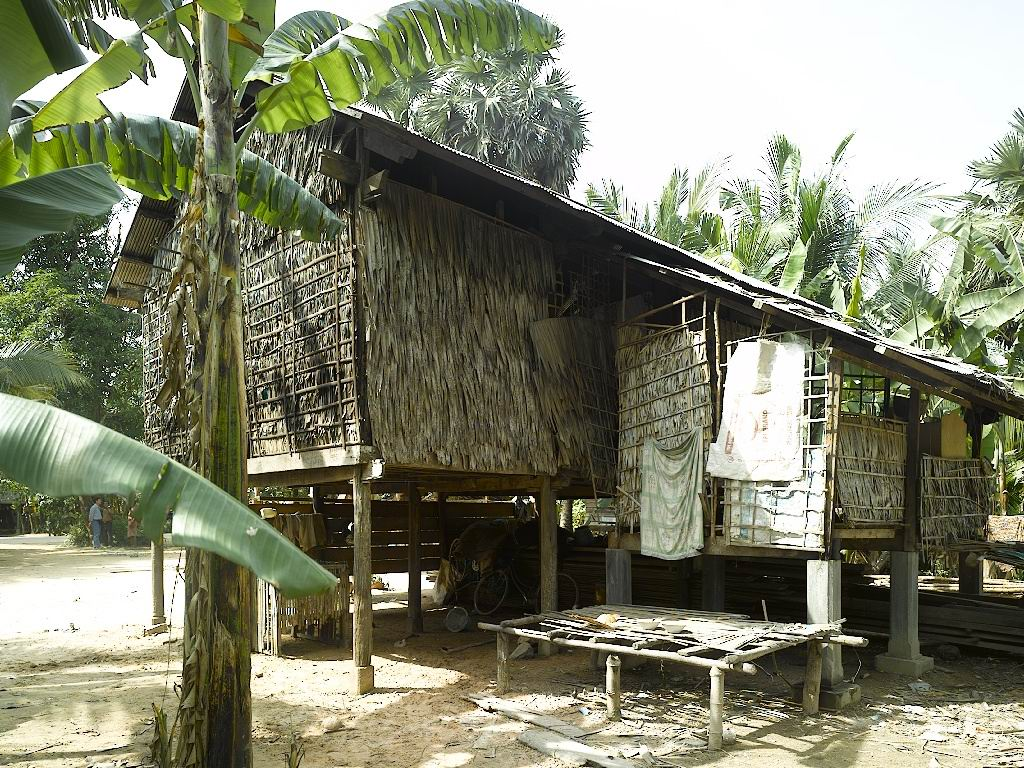
مطبخ منزل ريفي خميري

في إمبراطورية الخمير كانت أواني المطبخ الفخارية تستخدم لطهي الأرز، وفي بعض الأحيان كان استخدام موقد فخاري لصنع الصلصات. شكلت المواقد عن طريق دفن ثلاثة أحجار في الأرض وصنعت المغارف من قشور جوز الهند. استخدمت الأطباق الفخارية المستوردة من الصين أو الأدوات النحاسية لتقديم الأرز، في حين صنعت حاويات الصلصة من أوراق الشجر. كما كان استخدام أوراق تشياو في صنع ملاعق للاستخدام مرة واحدة لنقل السوائل إلى الفم.
يصور الجدار الجنوبي لمعبد بايون -الذي يعود تاريخه إلى القرن الثاني عشر/الثالث عشر- مطبخًا خميريًا بما في ذلك أدواته والتي لا يزال العديد منها مستخدمًا في جميع أنحاء كمبوديا الحديثة. وفقًا لقصص القرويين المحليين التي تناقلتها الأجيال فإن معبد وات أثفيا الذي يعود تاريخه إلى القرن الثاني عشر كان يضم مطبخًا ملكيًا مفتوحًا في الهواء الطلق يعود إلى العصر الأنغكورى. ويصفون أحجار المعبد المتساقطة بأنها " كرايا تشام إن" والتي تعني "إعداد الوجبة الملكية" ويتحدثون عن مواقد الطوب التي كانت قائمة ذات يوم والجدار الذي كانت تعلق به اللحوم وسلال المكونات والأواني. ومع ذلك يزعم عالم الآثار الفرنسي كلود جاك أنه لا يوجد دليل أثري على وجود مطبخ بقايا من إمبراطورية الخمير من تلك الفترة. يعتقد أن النقوش البارزة في معبد بايون وكتابات الدبلوماسي الصيني تشو داجوان هي السجلات الوحيدة الباقية لمطابخ الخمير القديمة.
في الوقت الحاضر قاموا بوضع المطابخ الريفية الخميرية في مكان جيد التهوية بالقرب من المنزل الرئيسي ولكن منفصل عنه لتجنب دخان الحطب والروائح غير المرغوب فيها التي قد تزعج الأسرة الرئيسية. أهم أدوات المطبخ الخميرية هي:
- هاون ومدقة لصنع كرويونغ؛
- منخل الخيزران لتصفية عصير البراهوك والتمر الهندي الناضج؛
- مواقد فخارية ذات شدة حرارة متفاوتة لطهي أطباق مختلفة؛
- مبشرة جوز الهند؛
- أواني فخارية لطهي الأرز والحساء، وكذلك تخزين المياه؛
- أوعية لتخزين البراهوك والكابي والمكونات الأخرى.
- سلال خيزران فضفاضة لتخزين الخضروات.[51]

في العديد من المطابخ حلت الأواني المصنوعة من الألومنيوم محل الأواني الفخارية. عادة ما تُعلّق الأدوات على جدران المطبخ لسهولة الوصول إليها. وبما أن القلي مقتبس من الصينيين فإن المقالي تُستخدم أيضًا في كثير من الأحيان في المطابخ الخميرية الحديثة. مع أنها لا تعتبر عادةً جزءًا من أدوات المطبخ إلا أن بعض المنازل قد تحتوي أيضًا على ملاط أكبر لطحن الأرز، وصواني خيزران مستديرة مسطحة لفصل القشور عن الحبوب.

## مكونات

### الأرز

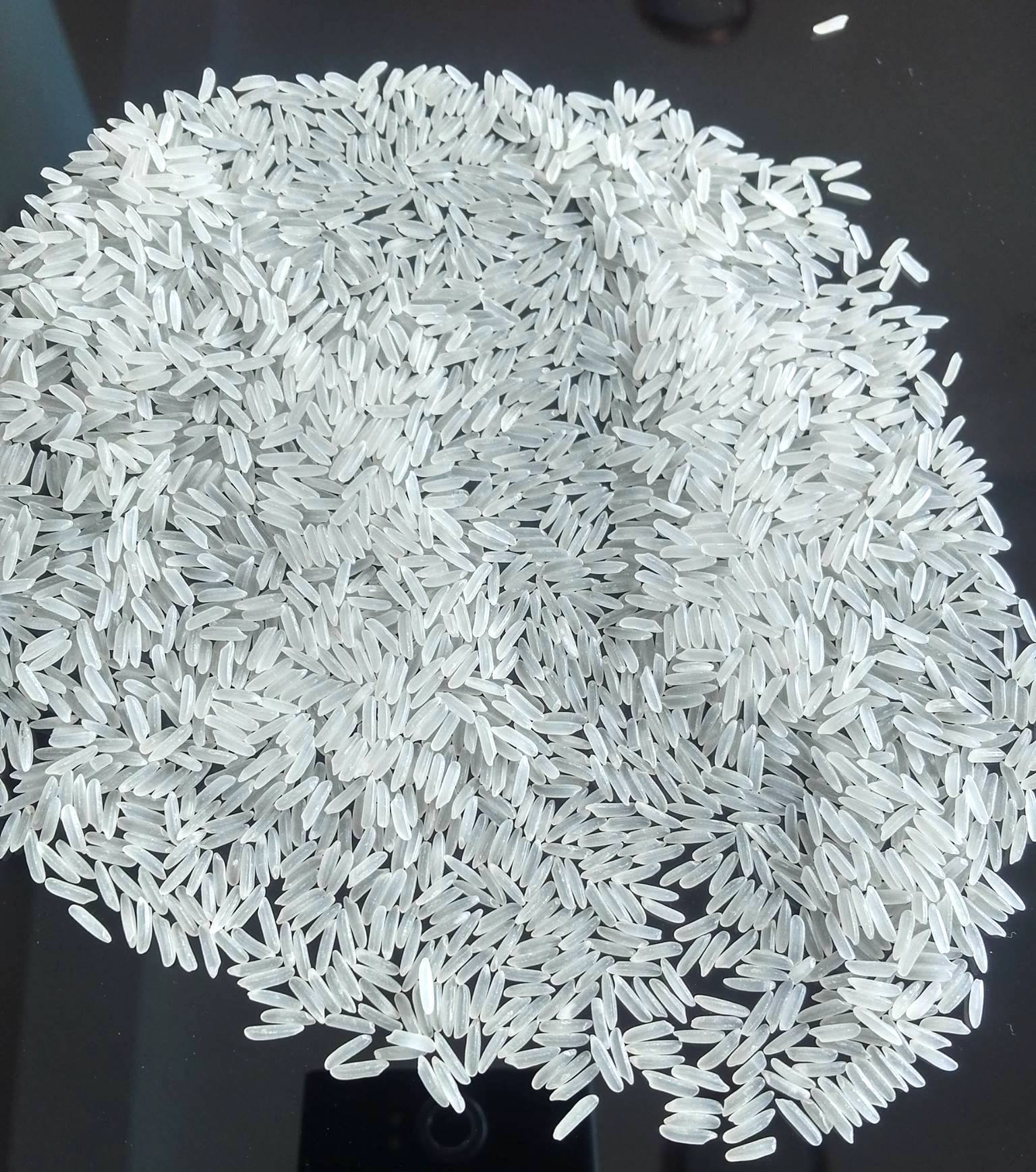
كمبودي عطري طويل الحبة (សែនក្រអូប ، sên krâ’ob) الأرز، أحد أفضل أنواع الأرز البسمتي في كمبوديا

بسبب الموقع الجغرافي لكمبوديا يعد الأرز مع الأسماك -وخاصة أسماك المياه العذبة- من أهم مصادر العناصر الغذائية في النظام الغذائي الكمبودي. يعتبر الأرز غذاءً أساسيًا حيث أن تناوله عمومًا في كل وجبة.
يُعتقد أن أسلاف الخمير كانوا يزرعون الأرز في أراضي كمبوديا منذ عام 5000 إلى 2000 قبل الميلاد وقد سمحت الهندسة الهيدروليكية المتقدمة التي كان تطويرها خلال إمبراطورية الخمير للخمير بحصاد الأرز والمحاصيل الأخرى ثلاث إلى أربع مرات في السنة. وفقًا للمعهد الدولي لبحوث الأرز يوجد ما يقرب من 2000 نوع من الأرز الأصلي في كمبوديا وكان مزارعي الأرز الكمبوديين يقومون بتربيتها على مر القرون. واحد منهم - "ماليس أنغكور" ( ម្លិះអង្គរ, Mlih Ángkô) – الذي يعتبر أفضل أرز في العالم.

### الصلصات المخمرة

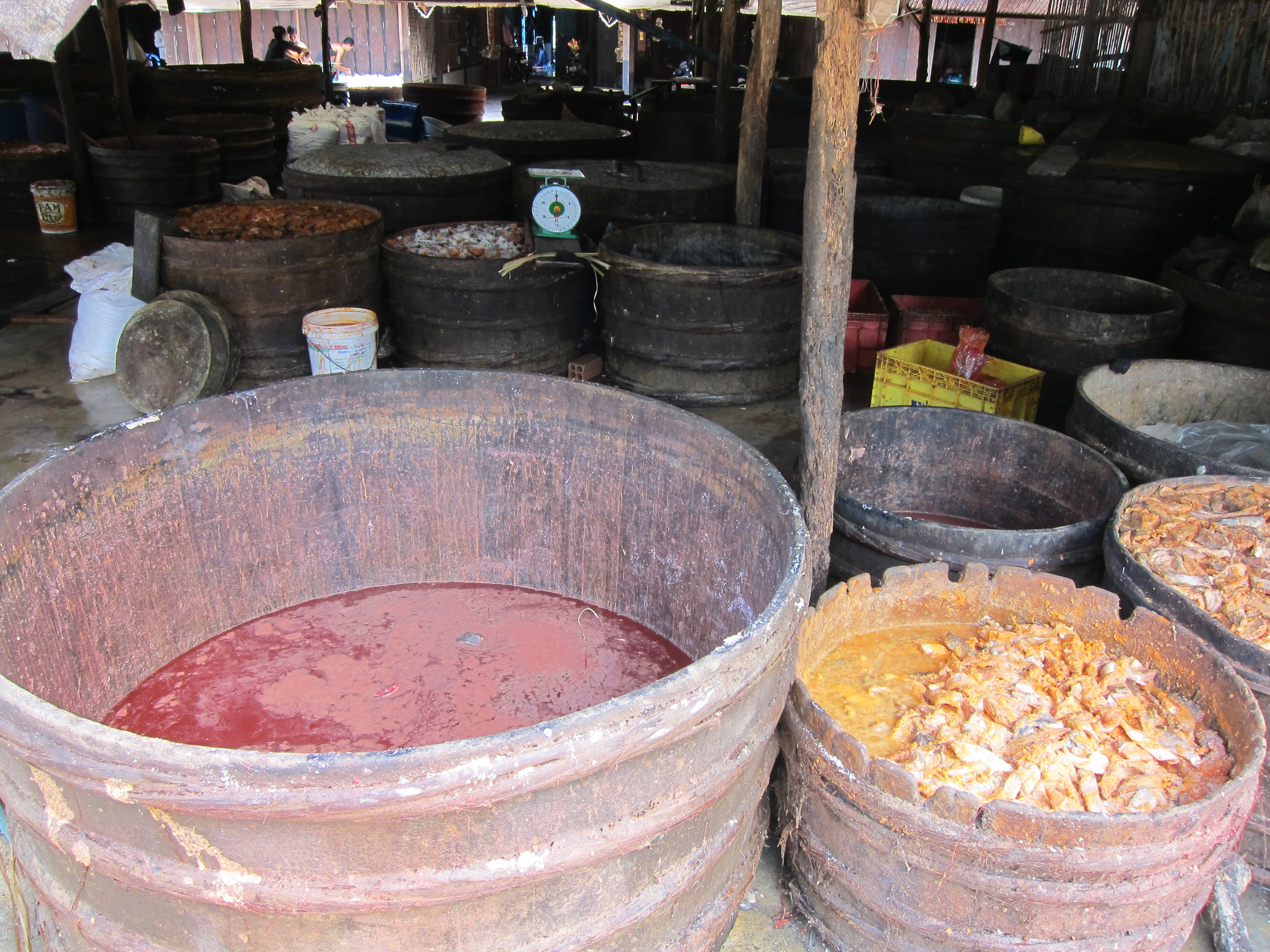
حاويات معدنية تحتوي على مأكولات بحرية مخمرة (mam) في سوق براهوك (Psah Prahok) في باتامبانج.

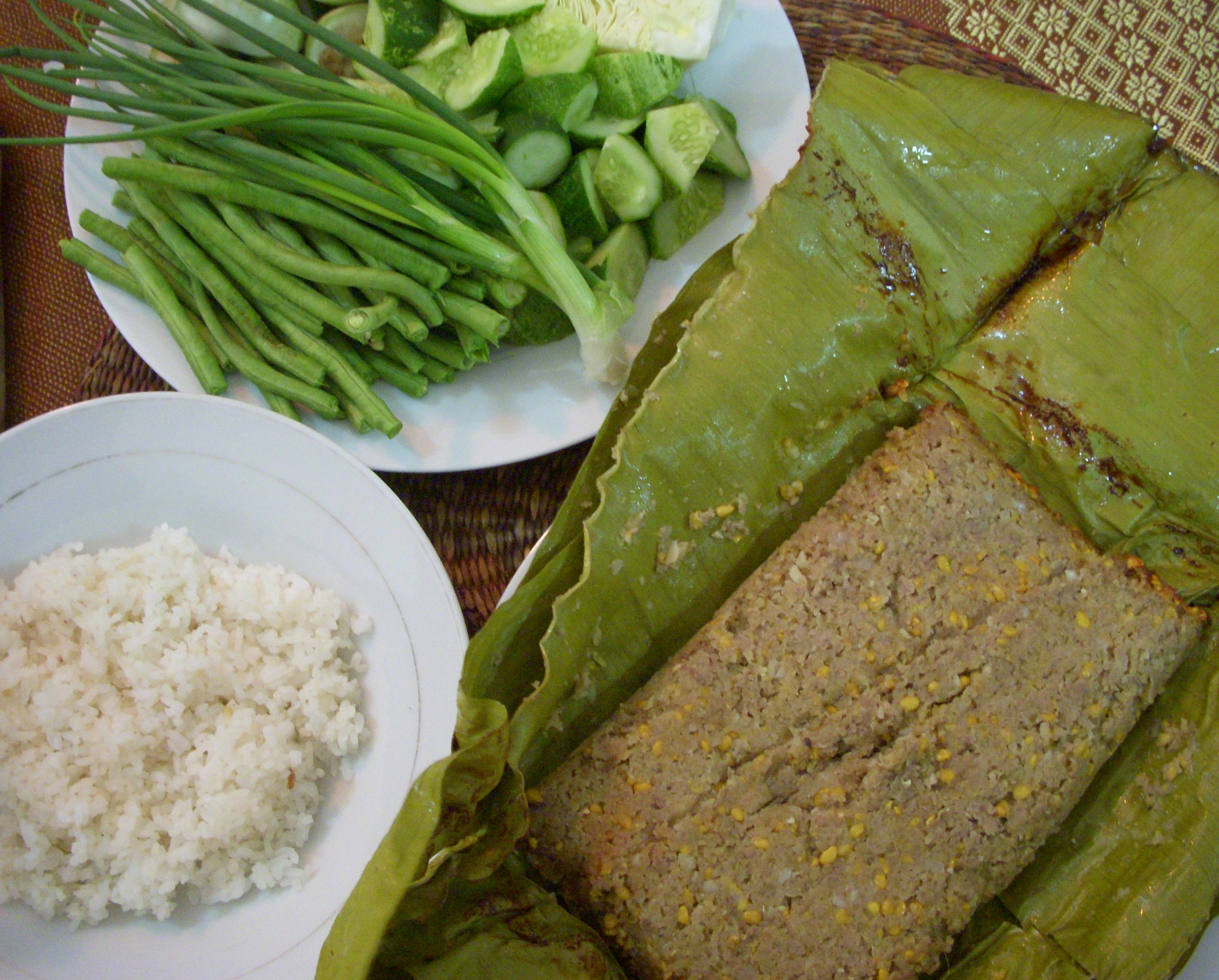
براهوك مقلي في أوراق الموز مع الأرز المطهو على البخار والفاصوليا الطويلة والخيار والبصل الأخضر والباذنجان التايلاندي.

في اللغة الخميرية يوجد تمييز بين المأكولات البحرية المخمرة اعتمادًا على قوامها والمكونات. [مام] خطأ: {{لغة}}: عدم تطابق بين نص غير لاتيني (في الموضع 1: م) والوسم الفرعي للخط اللاتيني (مساعدة) ( មាំ ) هو المصطلح العام للمأكولات البحرية المخمرة بتقنية خاصة وعادةً ما تتضمن قطعًا أكثر صلابة من المكون المخمر في حين أن براهوك (ប្រហុក ، prâhŏk ) و كابي (កាពិ ، kapĭ) لها اتساق أكثر تجانسًا من مام.
تحضير [مام] خطأ: {{لغة}}: عدم تطابق بين نص غير لاتيني (في الموضع 1: م) والوسم الفرعي للخط اللاتيني (مساعدة) هو إضافة مزيج من الملح والأرز الأحمر اللزج المحمص وسكر النخيل إلى شرائح سمك شنات وتخميرها لأكثر من عام. يمنح سكر النخيل والأرز الأم نكهة ترابية وحلاوة ونغمة حمراء. من ناحية أخرى يمكن صنع براهوك إما من أسماك صغيرة تحتوي على كل العظام وملح أقل (تسمى براهوك تشوونغ) أو الأسماك الكبيرة منزوعة العظم والمزيد من الملح (تسمى براهوك ساش(ប្រហុកសាច់ ، prâhŏk săch)) والتي بدورها يمكن صنعها من أسماك أكبر (مثل شنة مقلمة (ត្រីរ៉ស់)) أو الأسماك الصغيرة (مثل تري كامبلين) مع أو بدون بطارخ. يمكن إزالة البطارخ من السمك وتنظيفه وتجفيفه وتخميره بأسلوب منفصل. يصنع الكابي عن طريق سحق الجمبري النظيف والمجفف والمملح في عجينة متجانسة وتجفيفه بالشمس لمدة يوم واحد وسحق المعجون مرة أخرى وتجفيفه بالشمس لمدة يومين آخرين وقصف المعجون للمرة الأخيرة للحصول على قوام لزج.
يستخدم البراهوك كنكهة لجميع الأطباق الخميرية تقريبًا ويُمزج مع الأرز أو يُقدم كصلصة غمس (ទឹកជ្រលក់ ، tœ̆k chrôluŏk). ويمكن أيضًا تحضيره في أطباق خاصة به مثل براهوك كيتيس ( ប្រហុកខ្ទិះ , prâhŏk khtih)، براهوك كاب ( ប្រហុកកប់، prâhŏk káp )و تيوك كريونج و تيوك براهوك براهوك أنج ( ប្រហុកអាំង , prâhŏk ăng) وبراهوك شين ( ប្រហុកចៀន ، prâhŏk chiĕn). بطارخ مخمر ( ពងត្រី , pông trei) كان تناوله في المقام الأول مع البيض المطهو على البخار والعجة وأطباق بيض الدجاج أو البط الأخرى. غالبًا ما يخلط الكابي مع السكر والثوم وعصير الليمون والفلفل الحار والفول السوداني المطحون وثم استخدامه كصلصة غمس للخضروات والفواكه واللحوم والأسماك.
تشمل الصلصات الأخرى المستخدمة في المطبخ الكمبودي صلصة السمك (ទឹកត្រី ، tœ̆k trei) وصلصة المحار( ទឹកប្រេងខ្យង ، tœ̆k préng khyâng)وصلصة الصويا ( ទឹកស៊ីអ៊ីវ, tœ̆k si-iv តៅអ៊ីវ , tau iv ; សាអ៊ីវ ، sa-iv أو ស៊ីអ៊ីវ ، si-iv) وصلصة التمر الهندي ( ទឹកអម្ពិល, tœ̆k âmpĭl) وصلصة هويسن (ទឹកសៀង). صلصة السمك هي عنصر مهم في المطبخ الخميري وتستخدم لإضافة الملوحة إلى الحساء وأطباق المعكرونة وتتبيل اللحوم أو كصلصة غمس للأسماك. وخلطه مع مكونات مثل الثوم والزنجبيل وعصير الليمون، ثم استخدامه كصلصة للفطائر الربيعية والسلطات والمعكرونة. وكان المهاجرون الصينيون يقومون بتقديم صلصة المحار وأصبحت مكونًا شائعًا في المطبخ الكمبودي المستخدم لإضافة نكهة حلوة منعشة إلى اللحوم والخضروات المقلية. تُستخدم عادةً صلصة المحار إلى جانب صلصة السمك وصلصة الصويا معًا عند تتبيل الأطعمة. صلصة الصويا هي أيضًا مكون شائع ومُنكه يُمزج مع الثوم أو الفجل القديم ويُؤكل في المقام الأول مع الأطباق الغنية بالبروتين، كما يُستخدم لإضافة الملوحة عندما لا تستخدم صلصة السمك. وتحضير صلصة التمر الهندي من معجون التمر الهندي المخلوط بصلصة السمك والثوم والفلفل الحار وعصير الليمون وسكر النخيل والخل.

### الأعشاب والتوابل

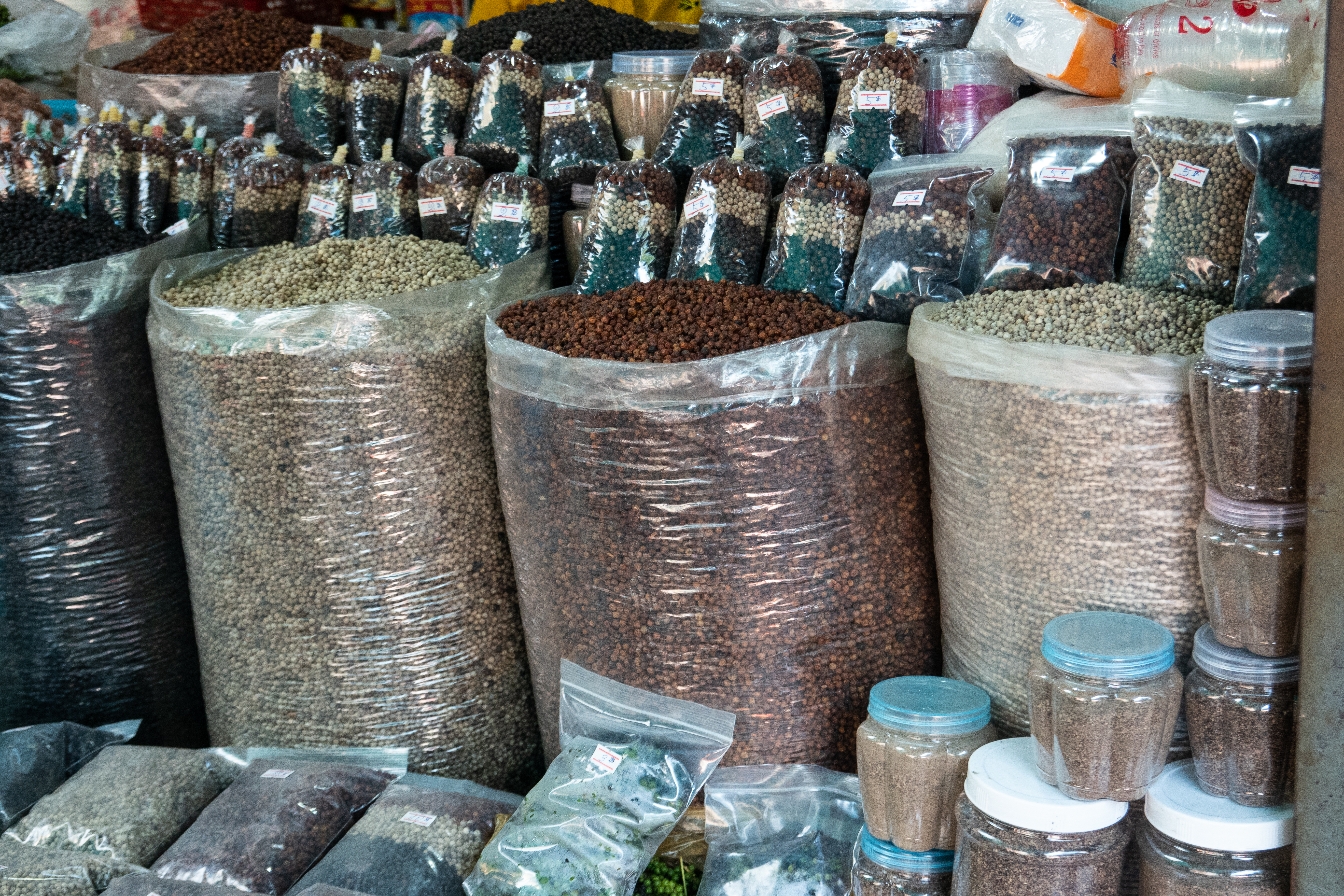
حبات الفلفل الأسود والأبيض والأحمر والأخضر من منطقة كامبوت معروضة للبيع في سوق السلطعون في كيب

الأعشاب والتوابل الأكثر شيوعًا في المطبخ الكمبودي هي الريحان الحلو (ជីរនាងវង ، chi néangvông) والكزبرة ( ជីរវ៉ាន់ស៊ុយ، chivănsŭy) و النعناع الحار (ជីរពងទាកូន , chi pông téa kon) والكركم ( រមៀត, rômiĕt) والثوم والزنجبيل ( ខ្ញី ، khnhei ) والخولنجان (រំដេង ، romdeng) وأوراق الليمون الكافير (ស្លឹកក្រូចសើច, slœ̆k kroch saeuch) وأوراق النيم (ស្លឹក ស្ដៅ, slœ̆k sdau) والنعناع (ជីរអង្កាម , chi ángkam) وعشبة الليمون (ស្លឹកគ្រៃ, slœ̆k krey) والثوم المعمر (គូឆាយ ، kuchhay) والبصل الأخضر وعشبة أوراق المنشار (ជីរបន្លា , chi bánla) وجذر الإصبع ( ខ្ខ្ជាយ, khchéay) وأعشاب الأرز .
تشتهر بعض المناطق في كمبوديا بتوابلها: فلفل كامبوت وسكر النخيل كامبونج سبيو (ស្ករត្នោតកំពង់ស្ពឺ , Skor Thnaot Kompong Speu) منحت مؤشرات جغرافية في كمبوديا ومؤشرات جغرافية محمية في الاتحاد الأوروبي. تشتهر جبال الهيل في جنوب غرب كمبوديا بوجود أعداد كبيرة من نباتات الهيل البري.
يعود تاريخ زراعة حبات الفلفل في كمبوديا إلى القرن الثالث عشر على الأقل، وبسبب "رائحته القوية والرائعة" و"طعمه الحلو قليلاً مثل شجر الكينا" غالبًا ما يُنظر إلى فلفل كمبوت على أنه أفضل فلفل في العالم.

### الكرويونج

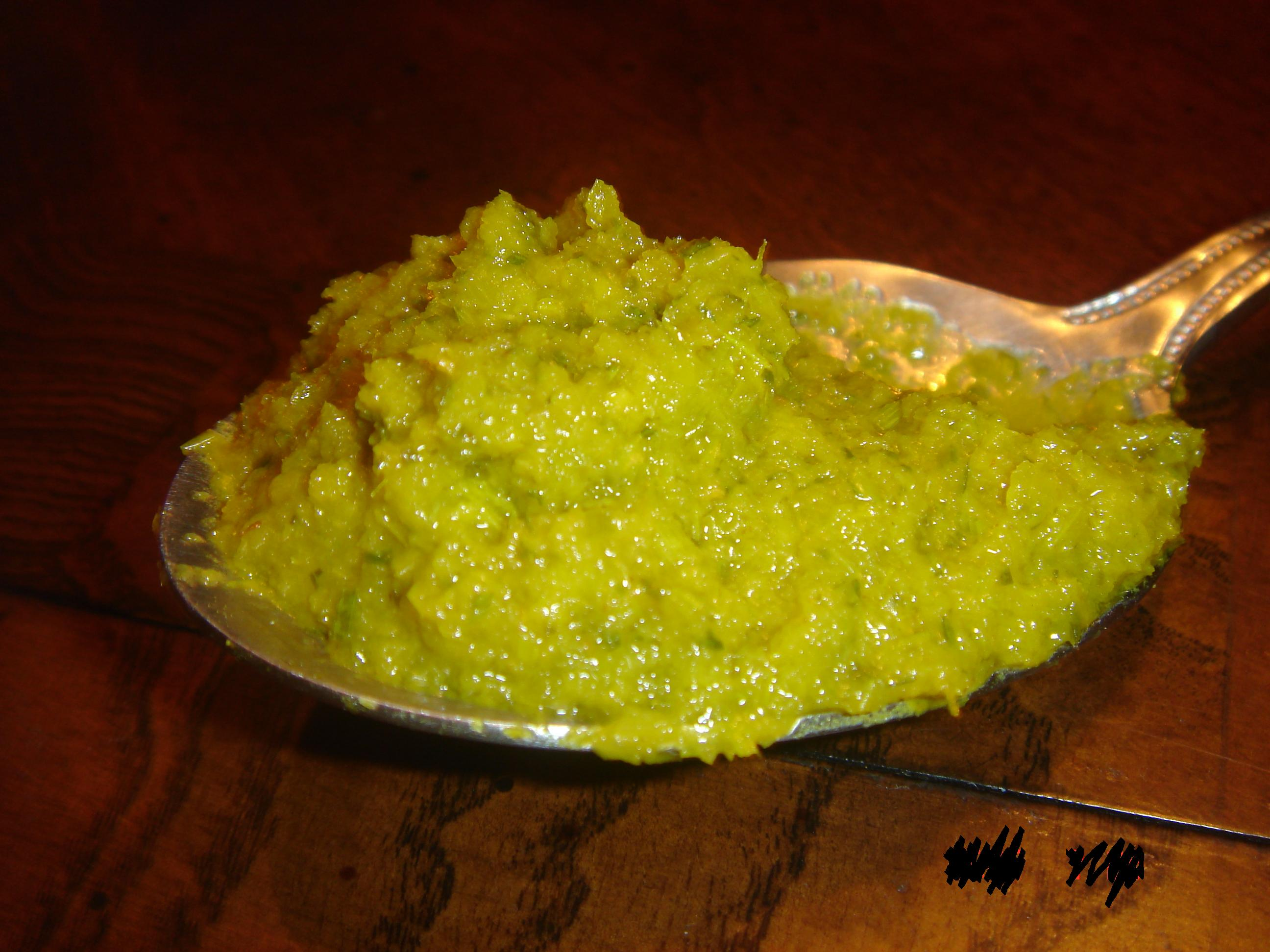
كرويونج أخضر.

كرويونج ( គ្រឿង ، krœăng - 'المكونات') عبارة عن معجون نكهة كمبودي طازج يستخدم عادة في الكاري والحساء والأطعمة المقلية، وهو أحد المكونات الأساسية في المطبخ الكمبودي. تتكون قاعدة العجينة من عشبة الليمون المطحونة والجالنجال والثوم وشالوت وأوراق الليمون الكافيري والكركم. هناك خمسة أنواع شائعة من الكرويونغ : الكرويونغ الأصفر ( كرويونغ ساملور متشو )، والكرويونغ الأخضر ( كرويونغ ساملور كاكو )، والكرويونغ الأحمر ( كرويونغ ساملور كاري )، بالإضافة إلى الكرويونغ كيتيس ( كرويونغ ساملور كيتيس )، والكرويونغ سارامان ( كرويونغ ساملور سارامان )، ولكل منها استخدامات مختلفة.

### الخضروات
تشكل الخضروات عنصرًا رئيسيًا في المطبخ الكمبودي وثاني أعلى كمية من المواد الغذائية المستهلكة بعد الأرز، حيث تشكل 70-80% من الطبق. يتكون النظام الغذائي الكمبودي بدرجة كبيرة من الخضروات الورقية مثل المجد الصباحي المائي (ត្រកួន trâkuŏn), الملفوف ( ស្ពៃក្តោប، spey kdaôp) واللفت الصيني ( ខាត់ណាចិន، khăt-na chĕn) والتنبول (ស្លឹក ម្លូ ، mlu) سبانخ الكرمة ( វល្លិ៍ជន្លង់ ) ، voă chónlóng ) والجرجير ( ច្រាច់ ، crac) والتي تستخدم في الحساء والأطعمة المقلية ( ឆា ، chá) والسلطات.

### الفواكه

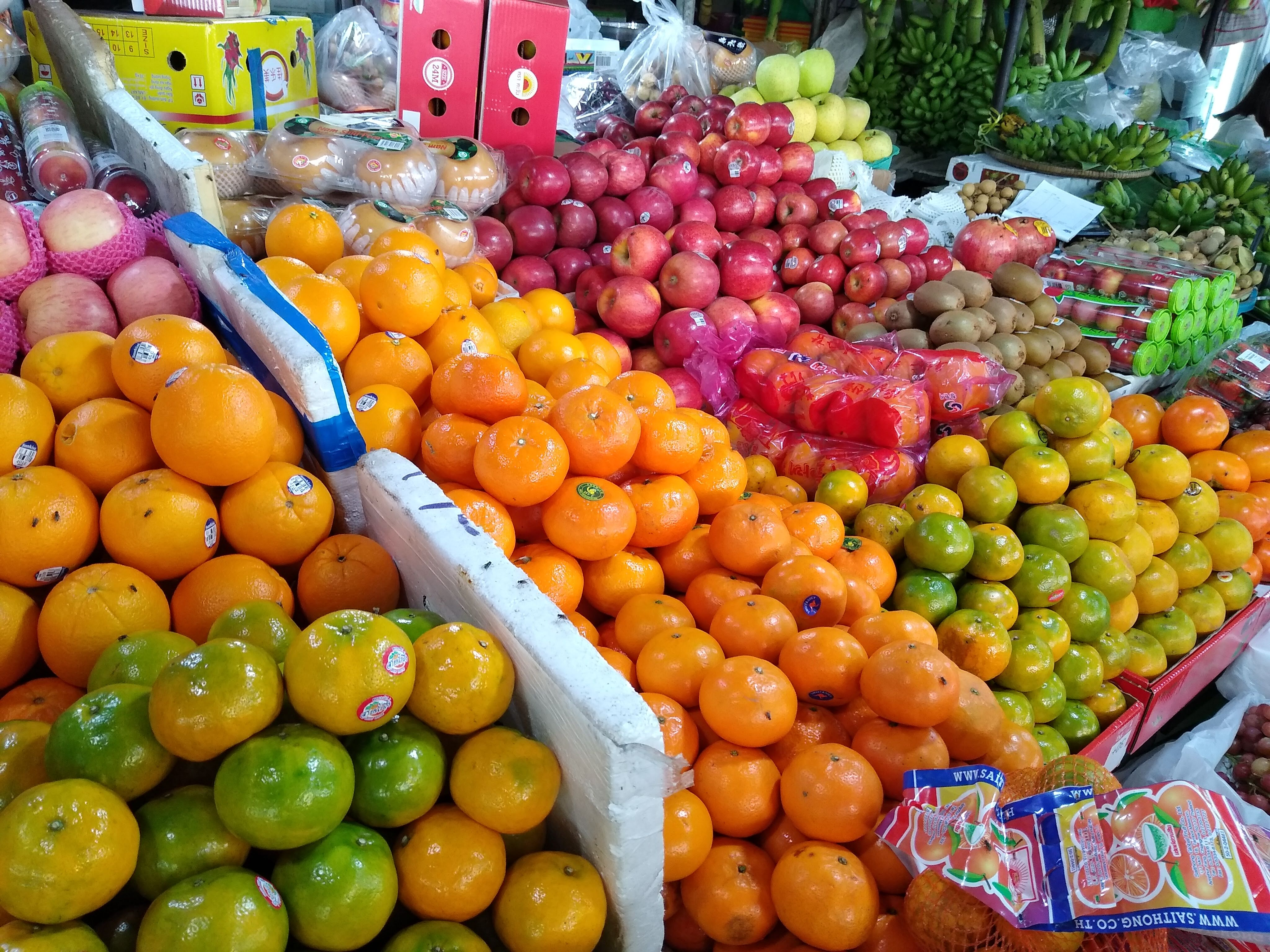
بائع فواكه كمبودي في السوق المركزي يبيع الجريب فروت والبرتقال والتفاح والكيوي والموز السكري

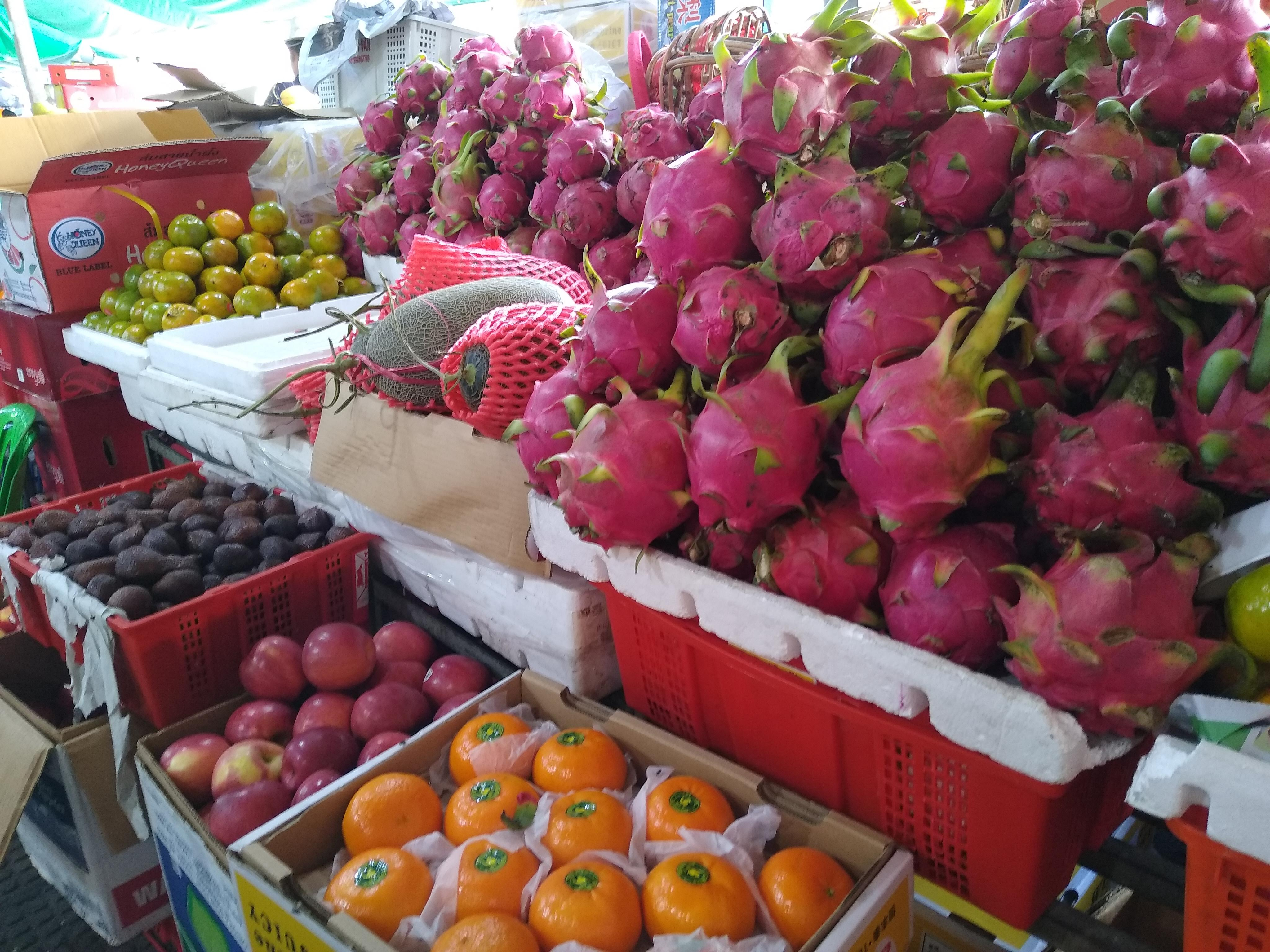
بائع فواكه كمبودي في السوق المركزي يبيع فاكهة التنين والبرسيمون والتفاح والبطيخ الشتوي وفاكهة الثعبان والجريب فروت

تحظى الفواكه في كمبوديا بشعبية كبيرة لدرجة أن لديهم بلاطهم الملكي الخاص. الدوريان (ទុរេន- tŭrén ) يعتبر "الملك"، والمانغوستين "الملكة"، والسابوديلا ( សាប៉ូឌីឡា ) "الأمير" وفاكهة الحليب (ផ្លែទឹកដោះគោ - phlê tœ̆k daôh ko) "الأميرة". وتشمل الفواكه الشعبية الأخرى فاكهة كوي (ផ្លែគុយ- phlê kŭy) والرومدول والأناناس (ម្នាស់- mnoăh ) وتفاح الورد والكاكايا (ផ្លែ ខ្នុរ - phlê khnŏl ) والبابايا (ល្ហុង- lhŏng ) والبطيخ (ឪឡឹក- âulœ̆k) والموز (ចេក- chék) والمانجو (ស្វាយ - svay) والرامبوتان (សាវម៉ាវ- sav mav) والجوافة (ត្របែក - trɑbaek) واللونجان (មៀន- miĕn) والتمر الهندي (អម្ពិល- âmpĭl).
مع أن الفواكه تعتبر عادةً حلويات إلا أن بعضها مثل: المانجو الناضجة والبطيخ والأناناس تؤكل عادةً مع الأسماك المملحة بشدة والأرز العادي. يقومون أيضًا بتحويل الفواكه إلى عصائر (ទឹកក្រឡុក - tœ̆k krâlŏk). الفواكه الشعبية للعصائر هي الدوريان والمانجو والموز. يستخدم الليمون المجفف المغلي في الماء الملح والسكر في حساء الدجاج والبط، والصلصات مع الأسماك وكذلك المشروبات.
منذ عام 2018 فإن كوه ترونج بوميلوس (ក្រូចថ្លុងកោះទ្រង- kroch thlŏng Kaôh Trông) يعترف بها كأحد المؤشرات الجغرافية في كمبوديا. وتشتهر فاكهة الجريب فروت المزروعة في بلدية كوه ترونج بمقاطعة كراتي بمذاقها الحلو وغياب البذور بعد النضج.

### الأسماك واللحوم

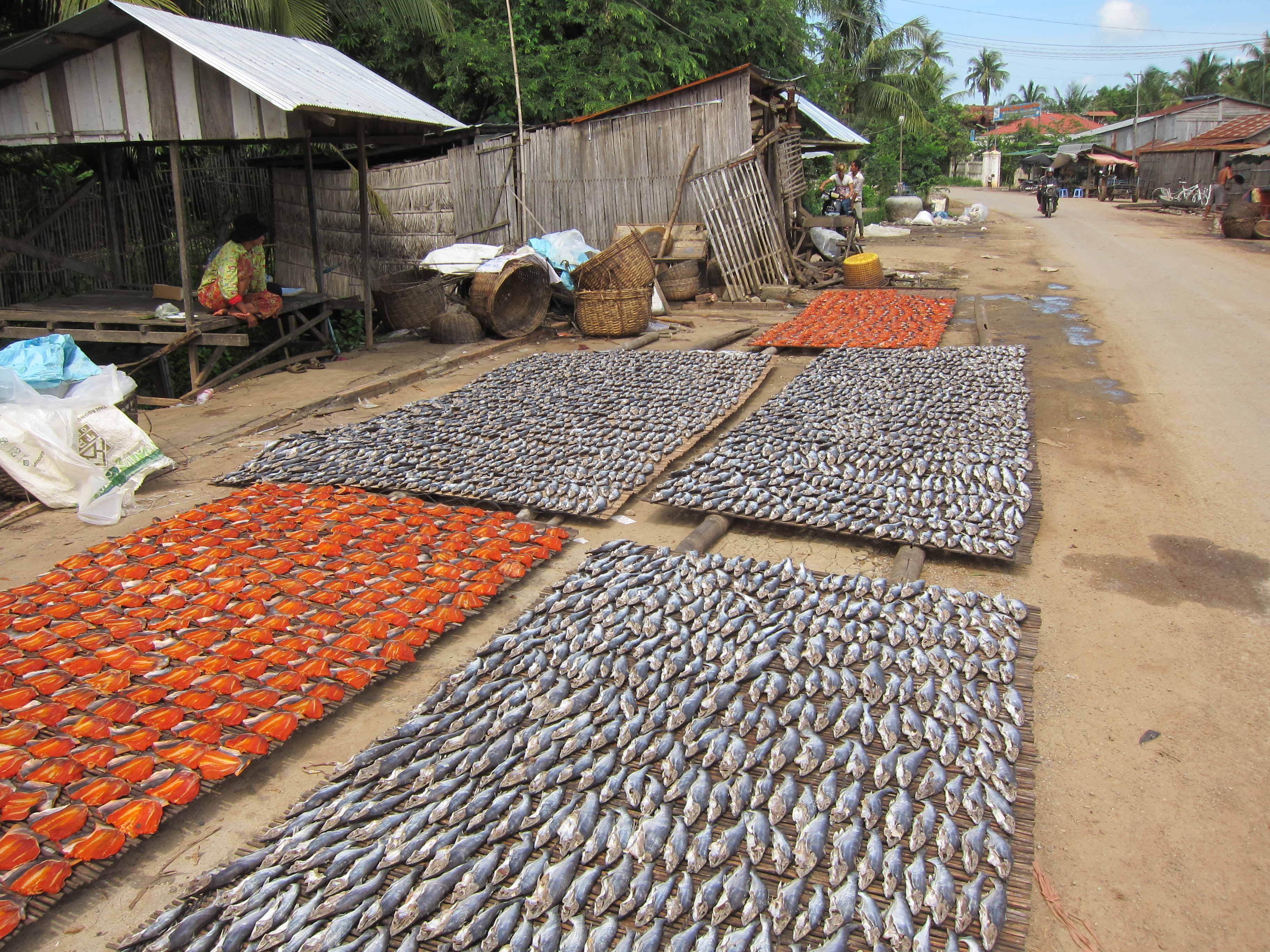
أسماك القرش المجففة وأسماك رأس الثعبان في سوق براهوك (Psah Prahok) في باتامبانج

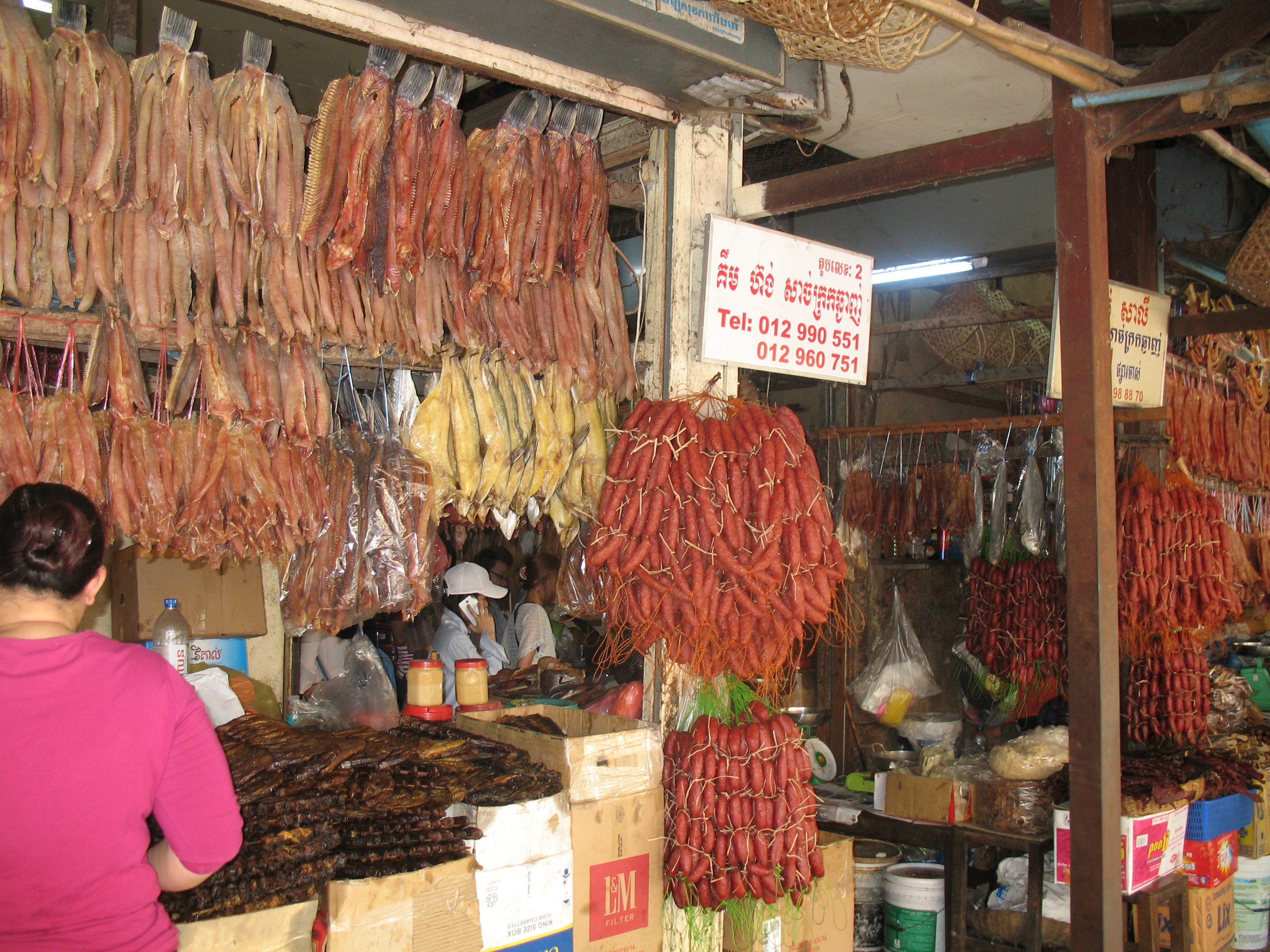
أسماك مجففة ونقانق لحم خنزير للبيع في بساه شاس في سيام ريب

يوجد في كمبوديا أكثر من 900 نوع مختلف من الأسماك العذبة والمالحة. وما يقرب من 475,000 طن من الأسماك (ត្រី- trei) التي تُصطاد في كمبوديا كل عام، ويستهلك الكمبودي سنويًا 63 كيلو جرام من السمك في المتوسط. حيث يقومون بقليها وتجفيفها وتدخينها وتخميرها وتحويلها إلى صلصة براهوك والأسماك. تُتناول الأسماك ومنتجات الأسماك مرتين إلى ثلاث مرات في اليوم. الأسماك الشعبية هي سمكة الرأس الثعبانية والأسماك الحمراء وسمك السلور (ត្រី - trei chleang) والماكريل. قدر الشيف الكمبودي لو مينج أن ما يقرب من 40-50% من الأطباق الكمبودية مصنوعة من الأسماك.
في إمبراطورية الخمير في أواخر القرن الثالث عشر كانت الأبقار تُستخدم فقط لسحب العربات، وقد أُدخل الأوز مؤخرًا بواسطة البحارة الصينيين. ومنذ ثمانينيات القرن العشرين زاد دور اللحوم في النظام الغذائي الكمبودي بشكل كبير، وفي الوقت الحاضر أصبح استهلاك اللحوم مثل: لحم البقر (សាច់គោ- săch koo) ولحم الخنزير (សាច់ជ្រូក- săch chruk) والدواجن -أصبحت شائعة- وخاصة في منطقة العاصمة. في سييم ريب يُحول لحم الخنزير المطحون أو اللحم البقري إلى نقانق حارة أو حلوة ومالحة (សាច់ក្រក- săch krɑɑk) ولحم الخنزير (ខ្វាគោ - kwa koo) ولحم البقر الذي يؤكل مع الأرز الأبيض المطهو على البخار أو العصيدة أو الخبز الفرنسي.
تشمل المأكولات البحرية الأخرى مجموعة متنوعة من المحار مثل: السلطعون (ក្ដាម - kdaam) والمحار والقواقع (ងាវ- ngiəw) وجراد البحر (បង្កង - bang kang) والروبيان والحبار (ត្រីមឹក-, trei mik ). يقومون ببيع المحار المسلوق أو المقلي المتبل بالملح والفلفل والثوم كطعام شعبي في الشوارع. وعادة ما يأكل الكمبوديون من الطبقة المتوسطة والعليا فقط الجمبري العذب العملاق بسبب سعره. كما تشمل أنواع اللحوم الأكثر غرابة الضفادع ((កង្កែប - kɑngkaep) وأكثر أنواع الضفادع الآسيوية شيوعًا هي الضفادع الثور وضفادع حقول الأرز وضفادع البالون وضفادع الثور المخططة والضفادع الصفراء والعلاجيم الآسيوية الشائعة والسلاحف (អណ្ដើក - ɑndaək)) والمفصليات (مثل الرتيلاء សត្វអាពីង - sata ping) والنمل الناري والجنادب (កណ្ដូប, kandoup) وحشرات الماء العملاقة والصراصير (ចង្រិត, cɑngrət). تُتبل الصراصير والحشرات المائية والعناكب بالملح والسكر والزيت ثم تقلى وتباع كطعام في الشارع.

### النودلز

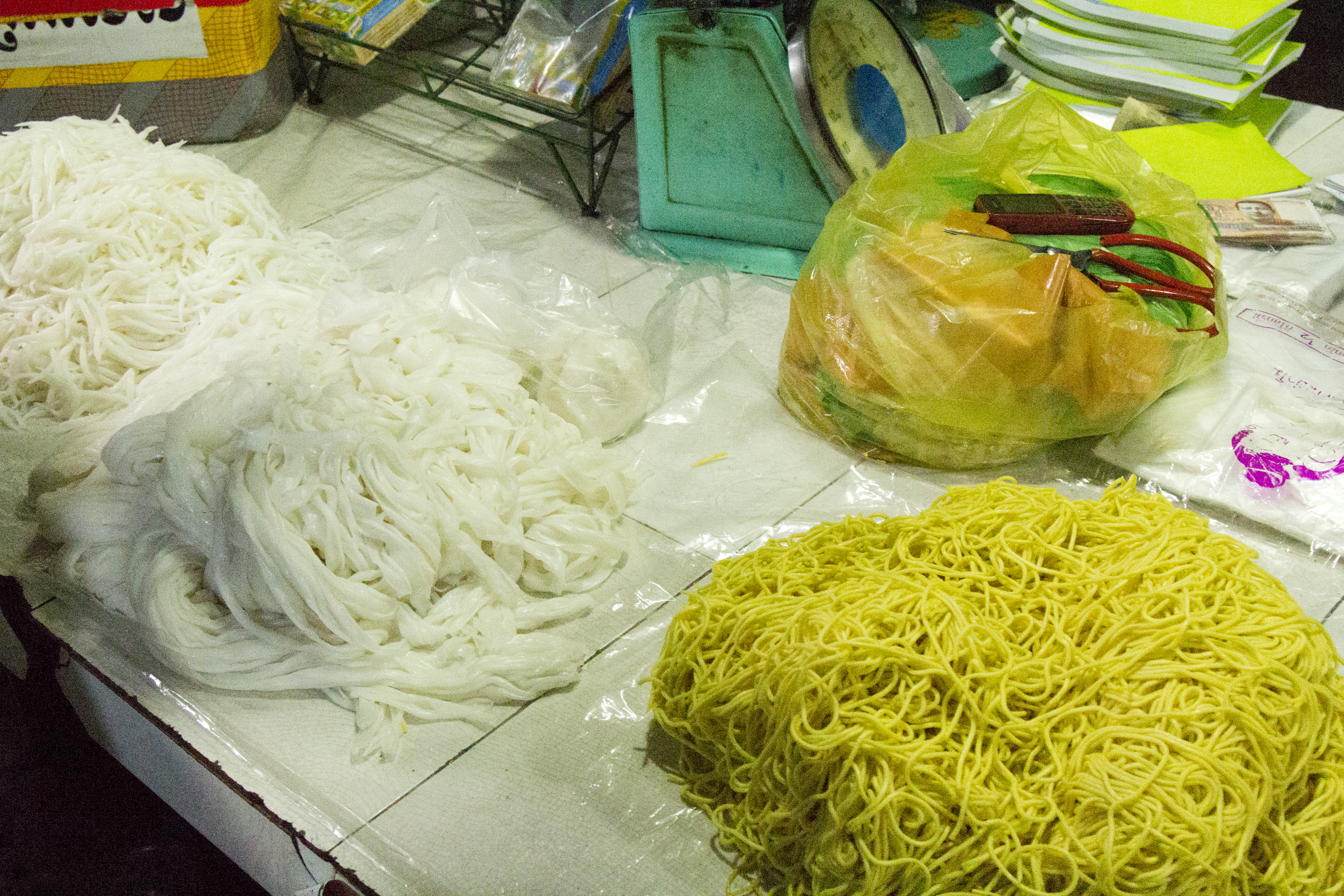
معكرونة الأرز والقمح الكمبودية

تُصنع المعكرونة الكمبودية من الأرز والقمح ودقيق التابيوكا (បាញ់កាញ់, bañ kañ) بسماكات متفاوتة. معكرونة القمح مثل المعكرونة المسحوبة يدويًا (មី (mii) وهي كلمة مستعارة من تيوشيو面) وشعيرية القمح الرقيقة (មីសួ - mii suə) وقد قاموا بتبنيها من المطبخ الصيني ودُمجت في حساءات المعكرونة الكمبودية المميزة والأطباق المقلية. وتشمل نودلز الأرز صنف بانشوك الأصلي المخمر قليلاً (នំបញ្ចុក) وكذلك شعيرية الأرز (គុយទាវ- kŭytéav) والبانه سونغ (បាញ់ស៊ុង- bɑɲ song) ومعكرونة الإبرة الفضية (លត- lat) والبانه هوي (បាញ់ហយ).

## أكشاك الطعام

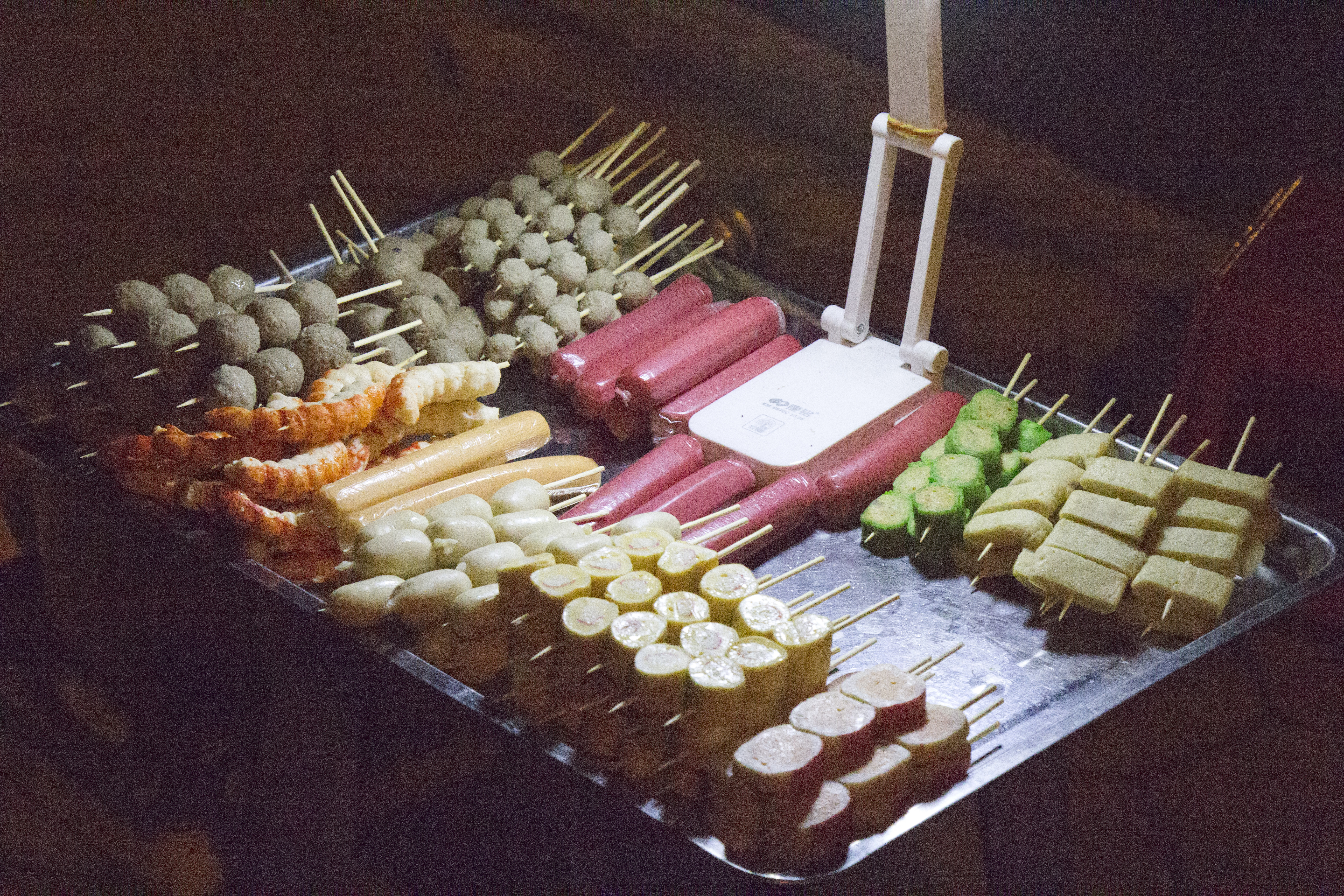
كشك طعام الشارع الكمبودي مع أسياخ مختلفة

في الخمير هان باي (ហាងបាយ
) هو مصطلح عام لأكشاك الطعام التي تقدم الطعام المصنوع حسب الطلب والطعام المعد مسبقًا (عادةً من أواني الألومنيوم الكبيرة). في بنوم بنه تشكل الوجبات السريعة حوالي أربعة أخماس جميع الوجبات التي يقومون بتناولها خارج المنزل، حيث تمثل أماكن إعداد الطعام مسبقًا أو مطاعم الحساء حوالي ثلاثة أرباع الوجبات التي تتناول في الوجبات السريعة. وتعد مطاعم الحساء من أكثر أشكال تناول الطعام شعبية بين الكمبوديين وترتبط شعبيتها عكسياً بالوضع الاجتماعي والاقتصادي.
الكلمة الخميرية هان (ហាង) هي استعارة من الكلمة الصينية háng ("متجر"- "عمل"). وبوجه أكثر تحديدًا يشار إلى الأكشاك بالطعام الرئيسي الذي يُقدّم على سبيل المثال أكشاك المعكرونة الأرزية (ហាងគុយទាវ - hang kŭytéav) أو أكشاك القهوة (ហាងកាហ្វេ- hang kafe).

## الأطباق

### اليخنات والكاري
المصطلح الخميري ساملور (សម្ល) يشمل مجموعة واسعة من اليخنات والكاري والتي تعد من العناصر الأساسية في المطبخ الكمبودي. يقومون بتقديم هذا الكاري عادة مع الأرز أو المعكرونة الطازجة أو الخبز الفرنسي. وغالبًا ما يشمل المأكولات البحرية والدجاج ولحم البقر أو لحم الخنزير. أما الكاري الكمبودي النباتي فيعد أقل شيوعًا. والكاري الكمبودي الشهير هو سمك أموك ونوم بانهشوك وكاري ساتش موان وكاري لحم البقر الحامض ودجاج أوراق الكاري. كلمة كاري (ការី- kari) تشير على وجه التحديد إلى الكاري على الطريقة الهندية ويُعتقد أنها كلمة مستعارة من اللغة التاميلية. ويلعب الكاري دورًا مهمًا في المناسبات الاحتفالية في كمبوديا ويتميز باستخدام البطاطا الحلوة مما يميزه عن الكاري الآسيوي الآخر.

### الطعام المقلي
تجمع الأطباق المقلية الكمبودية بين المكونات العطرية والنكهات القوية مثل: عشبة الليمون والجالنجال والريحان المقدس والثوم. تعد صلصة السمك وصلصة المحار من المكونات الأساسية لأطباق القلي السريع في كمبوديا، والتي توفر قاعدة غنية بالنكهة ومتوازنة بعصير الليمون وسكر النخيل ومكونات أخرى أكثر اعتدالًا. والمصطلح الخميري تشا (ឆា) مستعار من اللغة الصينية ويشير إلى طريقة القلي أو التحريك، والتي دُمجت في المطبخ الكمبودي من المطبخ الصيني. والفعل الخميري خا (ខ) من ناحية أخرى يشير إلى تقنية الطهي في صلصة الصويا ويمكن أن يُنسب إلى الكو الفيتنامي.

### السلطات
تشكل الخضروات والفواكه أساس العديد من السلطات الكمبودية على سبيل المثال يشكل الملفوف الأخضر أساس سلطات النيوم. كما تستخدم الفواكه -وخاصة غير الناضجة منها- بشكل متكرر، مثل البابايا الخضراء في بوك لاهونج والمانجو الخضراء في نيورم سفاي. كما تشمل الأعشاب الشائعة في السلطات الكمبودية عشبة الليمون والنعناع والريحان الآسيوي والكزبرة. والتوابل الشعبية التي تضيف نكهة حارة إلى هذه الأطباق هي الثوم والزنجبيل والكراث وفلفل كامبوت. وغالبًا ما تُستخدم التتبيلات والمحسنات مثل صلصة السمك أو الصويا وعصير الليمون والخل والسكر الأبيض أو سكر النخيل لموازنة الملوحة والحموضة والحلاوة. ويقومون باستخدام السكر لموازنة شدة عصير الليمون أو المكونات الحامضة الأخرى. قد تحتوي جميع السلطات الكمبودية تقريبًا على شكل من أشكال البروتين الحيواني مثل: لحم البقر أو الدجاج أو لحم الخنزير أو المأكولات البحرية وأحيانًا حتى اللحوم النيئة أو المتبلة. إن بعض السلطات الكمبودية الأكثر شعبية هي نيورم سفاي (ញាំស្វាយ) وبرجاء ساتش كو (ភ្លាសាច់គោ) ونيورم تراساك ونيرم مسور ونيوروم كروتش ثلونج ولارب (والتي يمكن صنعها بالدجاج أو لحم الخنزير أو لحم البقر).

### الحلويات
يتناول الكمبوديون الحلويات في نهاية الوجبة أو طوال اليوم كوجبة خفيفة. وهناك أربعة أنواع رئيسية من الحلويات الكمبودية: الحلويات القائمة على الأرز والحلويات القائمة على الفاكهة والبودنج (ចាហួយទឹក - cha houy teuk) والكاسترد. يعد الطهي على البخار والشواء من أكثر تقنيات الطهي شيوعًا للحلويات الكمبودية، بينما يستخدم القلي العميق غالبًا لصنع المعجنات نظرًا لأن الخبز ليس منتشرًا على نطاق واسع في كمبوديا خارج المخابز التجارية. وبالنسبة للحلويات المعتمدة على الأرز يقومون باستخدام الأرز اللزج ودقيق الأرز في أغلب الأحيان. أما الحلويات الكمبودية الشهيرة المعتمدة على الأرز فهي نوم أنسوم تشيك ونوم بلاي آي (នំផ្លែអាយ) ونوم تشاك تشول (នំចាក់ចុល). وفي الحلويات المعتمدة على الفاكهة غالبًا ما تُدمج الفاكهة مثل المانجو والجاك فروت والبابايا والجوافة مع مستخلص أوراق الباندان أو أوراق الموز أو حليب جوز الهند أو الكريمة أو نشارة الخشب. البيه دوم نيب هي حلوى خميرية أساسية تعتمد على الفاكهة وتجمع بين رائحة وحلاوة المانجو الناضجة وجوز الهند. يُحضر البودنج الكمبودي عادة باستخدام حليب جوز الهند أو الكريمة ولآلئ التابيوكا ويقومون بتناوله ساخنًا أو مبردًا مع مكعبات الثلج. ويوجد نوعان من أنواع البودنج الكمبودي الشائع إما مع الذرة الحلوة (បបរស្ករពោត- babor skor bot) أو مع فاصولياء المونج (បបរសណ្តែកខៀវ - babor sɑɑ tek khiəw).

## المشروبات

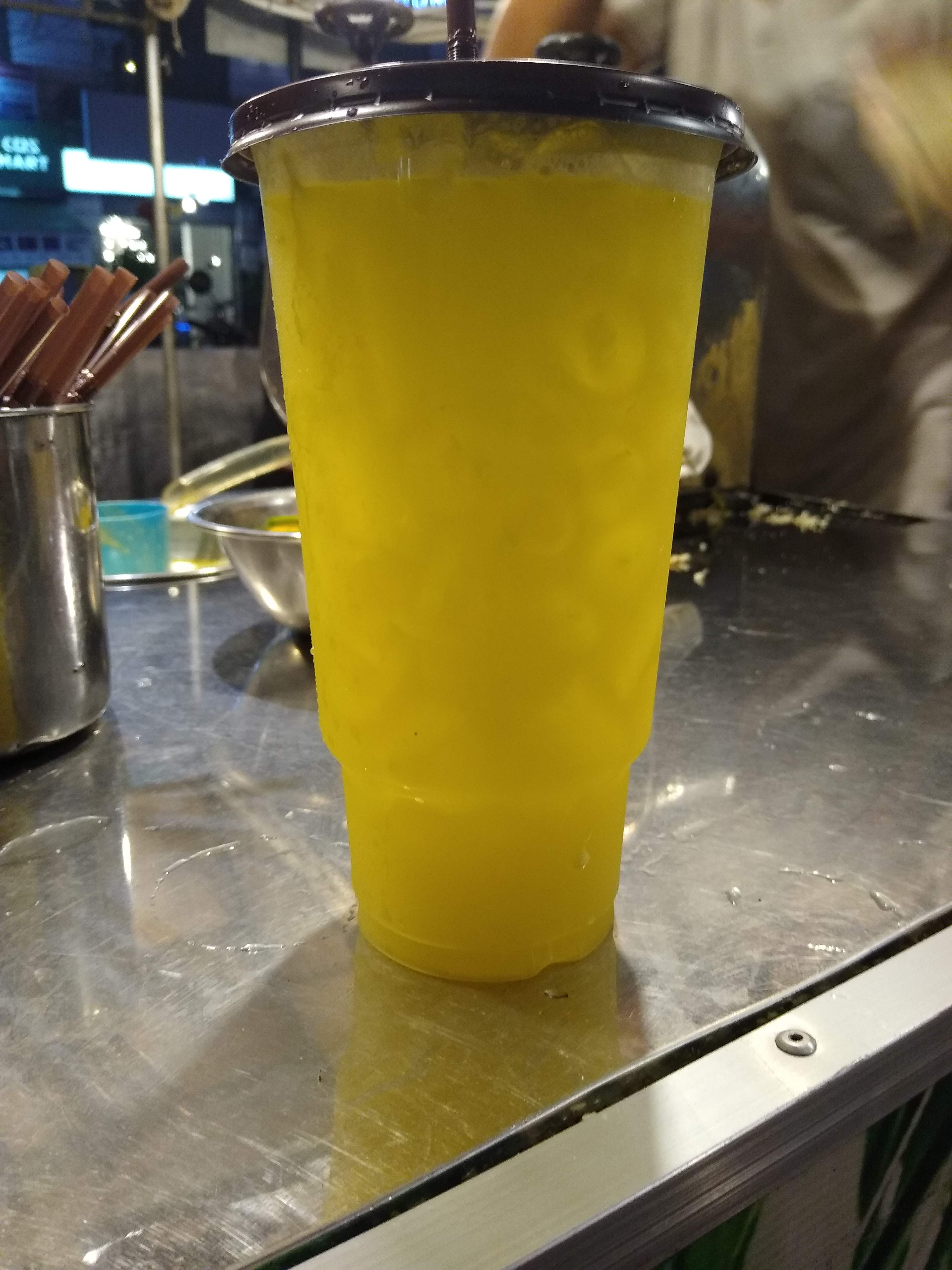
عصير قصب السكر

الماء هو المشروب الأكثر شعبية. وبما أن مصادر مياه الشرب ليست متاحة بسهولة دائمًا في المناطق الريفية فإنهم يقومون بغلي الماء في المنزل واستهلاكه ساخنًا. أما في المناطق الحضرية فتتوفر المياه المعبأة وكذلك المشروبات الغازية والمشروبات الفاكهية المحلاة. والشاي الأخضر (តែបៃតង- tê baitâng) يُستهلك على مدار اليوم. كما يُعتقد أنه أدخل إلى إمبراطورية الخمير بواسطة الصينيين، ولكن على الرغم من الاستهلاك المتزايد والمناخ المناسب في الوقت الحاضر يستورد معظم الشاي الأخضر ويقومون بزراعة القليل جدًا منه محليًا. تنمو الكاميليا الصينية الكمبودية -وهي سلالة محلية من نبات الشاي- في متنزه كيريروم الوطني في بقايا مزرعة شاي سابقة تبلغ مساحتها 300 هكتار وقد أنشأها الملك نورودوم سيهانوك في الستينيات، والمنطقة المحيطة بقرية شامكار تي في مقاطعة موندولكيري. ففي الآونة الأخيرة كانت هناك جهود لإحياء إنتاج الشاي الكمبودي. الشاي الحلو (ទឹកតែស្ករ- tœ̆k tê skar) يقومون بتحضيره واستهلاكه أيضًا.
القهوة في المناطق الحضرية (កាហ្វេ- kaafee) تحظى أيضًا بشعبية كبيرة وتقدم عادةً مع الحليب المكثف المحلى بدلاً من الحليب الأسود. ويمكن تناول القهوة مثلجة (កាហ្វេទឹកកក- kaafee tœ̆k kɑɑk) أو ساخنة. كما يقومون ببيعها في عربات القهوة وسلاسل المقاهي ومحلات القهوة المتخصصة. يُستورد أكثر من 90% من إجمالي القهوة في كمبوديا من دول أخرى مثل فيتنام ولاوس وتايلاند.
العصائر (ទឹកផ្លែឈើលាយ -tœ̆k krɑlok) مصنوعة من عصير الفاكهة المختلطة وتباع في أسواق المواد الغذائية. يقوم الباعة الجائلين ببيع حليب الصويا (ទឹកសណ្ដែក - tœ̆k sɑndaek) في الصباح، حيث أن النسخة الخضراء محلاة وأكثر سمكًا من النسخة البيضاء غير المحلاة. ويقومون بتقديمه ساخنًا أو باردًا محلى أو غير محلى. وعصير قصب السكر (ទឹកអំពៅ- tœ̆k ʼɑmpɨw) هو أيضًا مشروب شعبي يصنع عن طريق عصر العصير من سيقان قصب السكر باستخدام آلة خاصة. يقومون بتقديمه مع الثلج وفي بعض الأحيان يُنكّه بالحمضيات لموازنة الحلاوة. وعصير باندان (ទឹកតើយ- tœ̆k taeuy) يقومون بتصنيعه من مستخلص أوراق الباندان ويباع عادة في أكشاك الطعام الكمبودية.

### المشروبات المخمرة

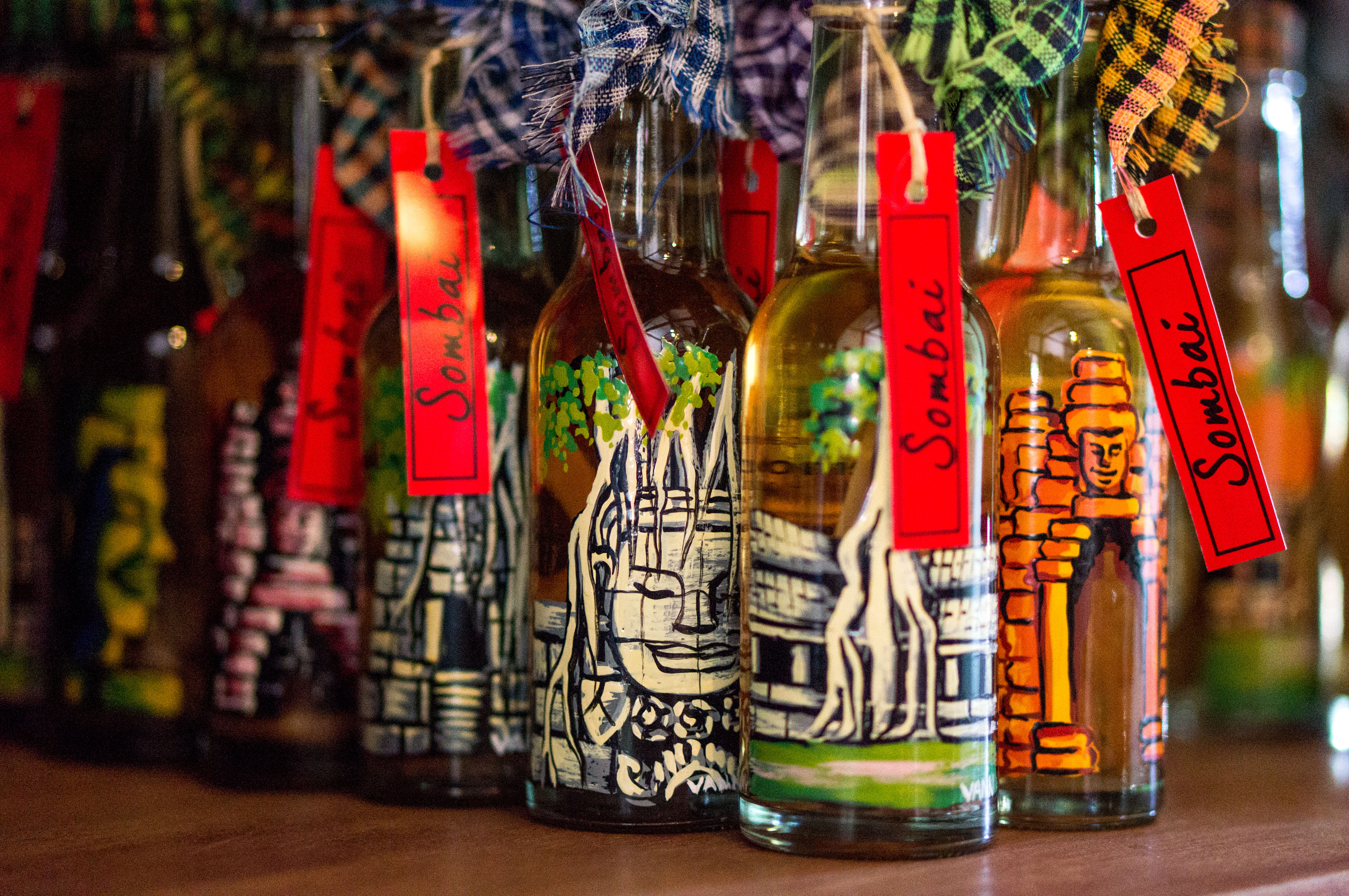
زجاجات مرسومة يدوياً من نبيذ الأرز المنقوع بسومباي

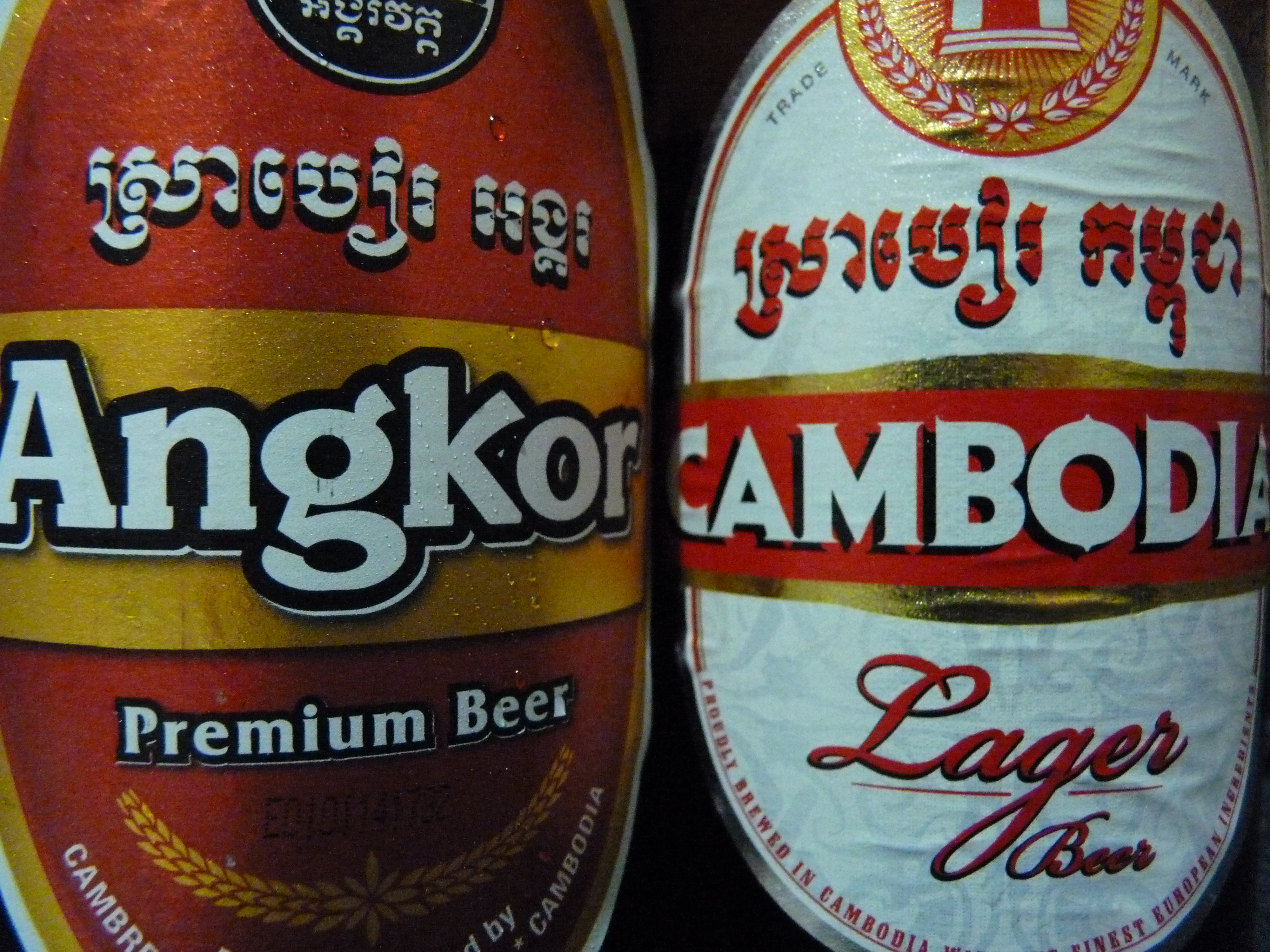
زجاجات بيرة أنجكور وبيرة كمبوديا

أنتجت خمسة مشروبات كحولية مخمرة في أواخر القرن الثالث عشر في إمبراطورية الخمير: ميد وبنجياسي -مصنوع من أوراق نبات مجهول الهوية- وباولينججياو -مصنوع من قشور الأرز وبقايا الأرز- و"نبيذ السكر اللامع" المصنوع من السكر ونبيذ نشا النخيل المصنوع من نشا أوراق النخيل الذي ينمو على ضفة النهر.
في الوقت الحاضر المشروب الكحولي الأكثر شعبية هو البيرة (ប៊ីយេរ - biiyɛɛ). التي أنتجت أول بيرة محلية الصنع في ثلاثينيات القرن العشرين خلال فترة الهند الصينية الفرنسية بواسطة شركة "المصانع والمجمدات الهندوصينية" في بنوم بنه. وفي عام 1995 كان استهلاك البيرة السنوي للفرد حوالي لترين فقط، ولكن بحلول عام 2004 بدأ في الارتفاع بشكل كبير وفي عام 2010 تفوقت البيرة على المشروبات الروحية باعتبارها المشروب الكحولي الأكثر شعبية في كمبوديا. حاليًا أكبر أربعة منتجين للبيرة في كمبوديا هم مصنع كامبريو للبيرة ومصنع كمبوديا للبيرة ومصنع الخمير للبيرة ومصانع المملكة للبيرة. في الآونة الأخيرة كان هناك أيضًا مشهد سريع النمو لصناعة البيرة الحرفية مع وجود 12 مصنعًا صغيرًا لإنتاج البيرة يعمل في كمبوديا في عام 2019.
في المناطق الريفية يقومون بإنتاج نبيذ الأرز (ស្រាស- sra sa) ونبيذ النخيل (ទឹកត្នោតជូរ- tœ̆k tnaot cuu) وهي المشروبات الكحولية الأكثر استهلاكًا. ينتج نبيذ الأرز عن طريق تخمير الأرز المسلوق والمجفف باستخدام مادة تخمير طبيعية (دوم باي) لمدة 24 ساعة على الأقل وتقطير الخليط الناتج. قاموا بتقديم طرق التقطير الحديثة خلال فترة الهند الصينية الفرنسية. في بعض الأحيان كانت هناك حالات تسمم بالميثانول من نبيذ الأرز المصنوع منزليًا منخفض الجودة. ويمكن نقع نبيذ الأرز مع أنواع مختلفة من الأعشاب والجذور واللحاء والحشرات لإنشاء نبيذ الأرز الطبي (srah tinum). ومشروب شعبي غني بقرون الغزلان والأعشاب المختلفة هو نبيذ العضلات الخاص الذي يتم تصنيعه منذ عام 1968 بواسطة لاو هانغ هينغ واين. كما تنتج الشركة أيضًا مشروب جولدن ماسل ليكور الشهير ونبيذ رستلر ريد واين بينما تصنع شركة سومباي مجموعة من نبيذ الأرز الفاخر.
نبيذ النخيل هو مشروب كحولي أقل قيمة. وربما أصبح شائعًا خلال فترة الهند الصينية الفرنسية كبديل رخيص للنبيذ الآخر. ينتج نبيذ النخيل عن طريق تخمير عصارة نخيل بالاميرا الآسيوي إما بناءً على التخمير التلقائي عن طريق إضافة العديد من النباتات إلى العصارة وتعليق الحاويات على الأشجار أو نتيجة لإضافة بداية التخمير (ម៉ែទឹកត្នោតជូរ - mae tœ̆k tnaot cuu) مصنوعة من عصارة النخيل المخمرة وخشب النباتات المجففة المختلفة ولحاءها. تستخدم شركة كونفيريل في منطقة بو سينشي طريقة الشمبانيا لإنتاج نبيذ النخيل الفوار تحت اسم "نبيذ ثنوت الفوار من نهر ميكونج".
المشروب الإقليمي لمقاطعة موندولكيري هو نبيذ فاكهة العاطفة الأصفر والأرجواني بينما يُنتج النبيذ من جامبولان بواسطة شركة في مقاطعة تاكيو. كما ينتج معمل تقطير ساماي -وهو أول معمل تقطير للروم في كمبوديا- الروم وتستخدم حتى حبات الفلفل من كامبوت في أحد منتجاتها. ويعد مصنع النبيذ الأول والوحيد في كمبوديا تشان تاي تشونغ إن في باتامبانج هو الذي ينتج نبيذ العنب تجاريًا منذ عام 2005.

## الوجبات وآداب الأكل

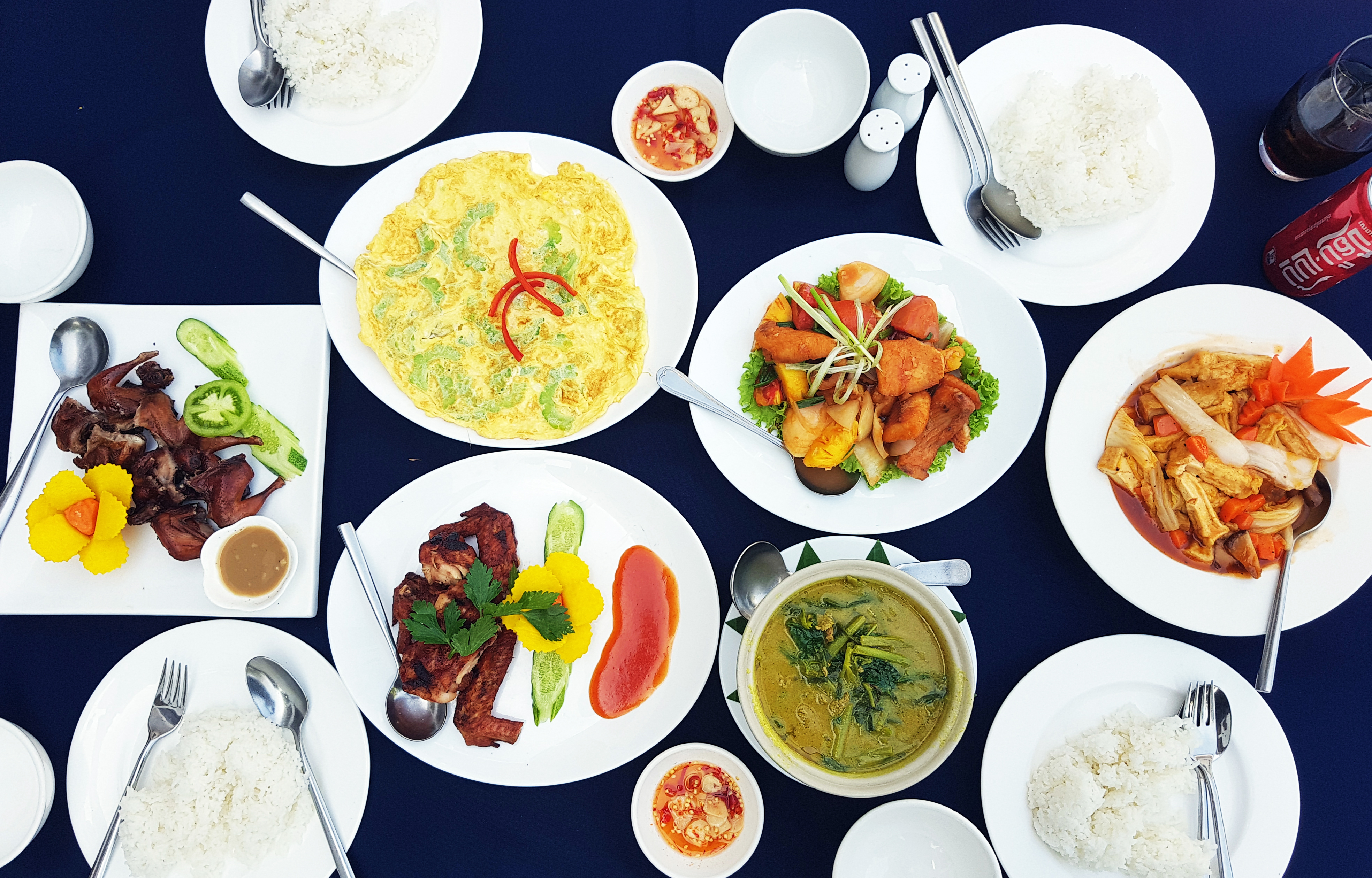
وجبة مطعم كمبودي حديثة لأربعة أشخاص تتكون من أرز مطهو على البخار -ساملور ماتشو كرويونج- وعجة البطيخ المر والسمان المقلي والدجاج المقلي والسمك المقلي الحلو والحامض وصلصة السمك الحلوة

في كمبوديا عادة ما يقومون بإعداد الوجبات الطازجة ثلاث مرات في اليوم (الإفطار والغداء والعشاء) مع أنه في المناطق الريفية يجوز تناول وجبتي الإفطار والعشاء فقط. وبسبب النقص العام في التبريد عادة ما يقومون بتناول بقايا الطعام في نفس اليوم أو إعادة تسخينه لليوم التالي. وتتكون وجبة الإفطار الكمبودية النموذجية من عصيدة الأرز مع الأسماك المملحة المجففة، والأرز مع الأسماك المملحة المجففة والخضروات، والخبز الفرنسي مع الحليب المكثف أو معكرونة الأرز / البيض مع اللحوم والخضروات الورقية. أما في الغداء والعشاء فيأكل الكمبوديون عادةً الأرز المطهو على البخار والحساء مع اللحوم (الأسماك ولحم الخنزير والدجاج أو لحم البقر) والخضروات الورقية والأسماك المقلية أو غيرها من اللحوم والفواكه. في موسم الأمطار تحتوي الوجبات الكمبودية على كميات أكبر بكثير من الأرز والخضروات والجذور النشوية والدرنات بالإضافة إلى التوابل والبهارات.
في الوجبات الكمبودية تمامًا مثل بقية جنوب شرق آسيا يقومون بتقديم جميع الأطباق وتناولها في وقت واحد، على عكس نظام الوجبات الأوروبية القائمة على تتابع الأطباق أو الوجبة الصينية التي تتكون من أطباق متداخلة. والاستثناء الوحيد هو إذا كانت الوجبة تحتوي أطباقاً على الطراز الفرنسي، وفي هذه الحالة تقدم الأطباق في دورات. ويقومون بالعادة بتقديم عدد من الأطباق الجانبية إلى جانب الأطباق الرئيسية. بالإضافة إلى ذلك تتوفر أيضًا مجموعة متنوعة من التوابل مثل: مربى الفلفل الحار والفلفل الأخضر المخلل والسكر ورقائق الثوم وصلصة السمك وصلصة الصويا. في حين يقدم الأرز المطهو على البخار والحساء ساخنًا عادةً، ويمكن تقديم الأطباق الجانبية في درجة حرارة الغرفة. كما يلجؤون للجمع بين الأطباق الفردية والأرز؛ لتحقيق التوازن بين النكهات وإرضاء التفضيلات الفردية. فعلى سبيل المثال قد تتكون الوجبة الكمبودية من حساء حامض وسمك مالح وخضروات مقلية وأرز عادي، وهو ما يختلف عن الطعام التايلاندي حيث عادة ما تكون الحموضة والملوحة والحلاوة والتوابل موجودة في طبق واحد.
بالعادة يتناولون الطعام الخميري تقليدياً باليد، ولكن في الوقت الحاضر تُستخدم الملاعق والشوك وعيدان تناول الطعام أيضًا. ونادرًا ما تستخدم السكاكين، حيث يقومون بتقطيع غالبية الطعام الكمبودي إلى قطع بحجم مناسب. قام الفرنسيون بتقديم الشوك والملاعق وتستخدم لتناول أطباق الأرز و/أو الحساء، في حين كان الصينيون من قدم عيدان تناول الطعام وتستخدم فقط لتناول أطباق المعكرونة.

## الشعبية الدولية

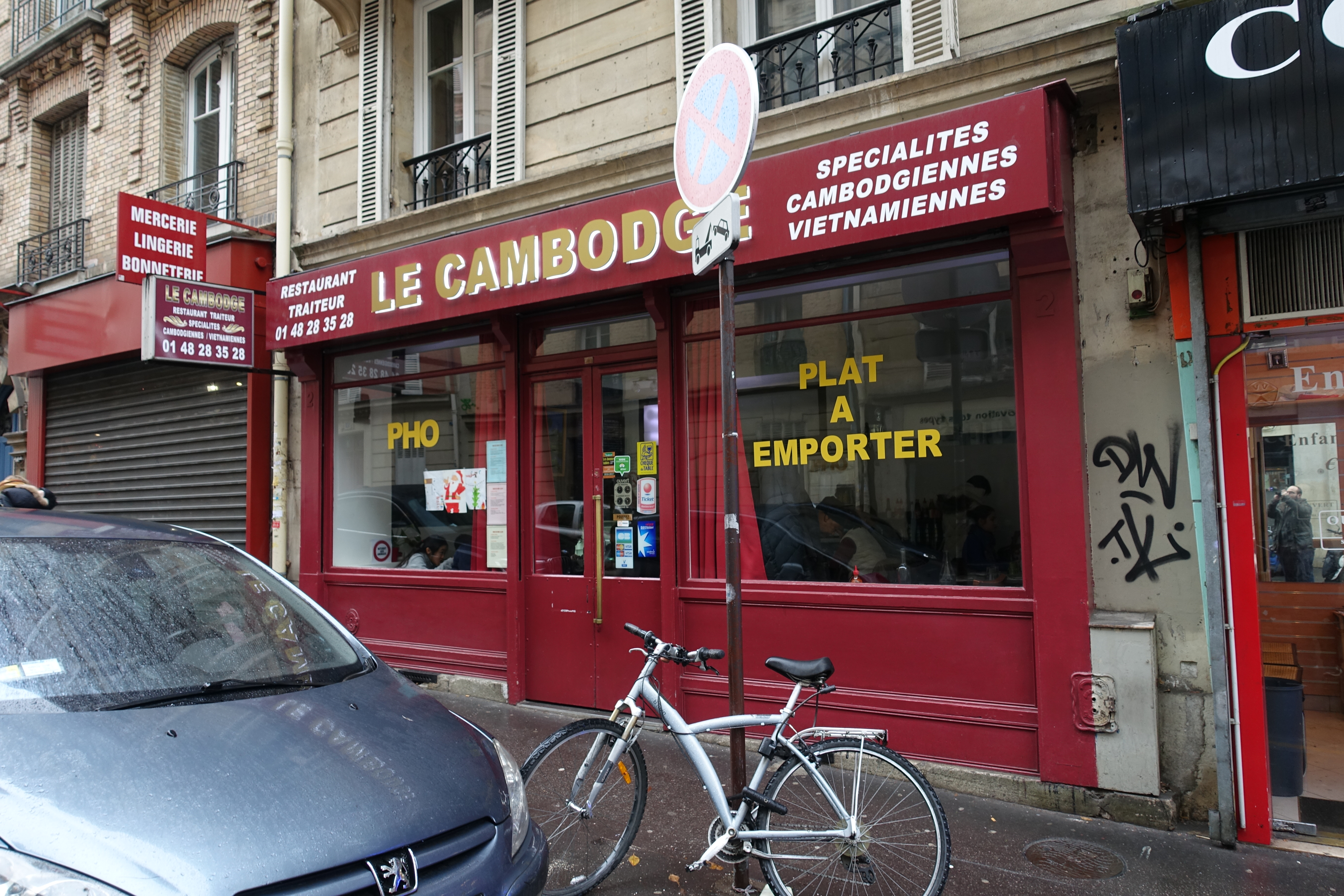
مطعم "لو كامبودج" في باريس بفرنسا، يقدم مزيجًا من المأكولات الكمبودية والفيتنامية

المطبخ الكمبودي ليس معروفًا جدًا في جميع أنحاء العالم. وقد وصفت مجلة فود ريببلك المطبخ الكمبودي بأنه "الطبق الشاذ الذي لا يحظى بالتقدير الكافي في المطبخ الآسيوي". وأطلقت مجلة فودرز ترافيل على المطبخ الكمبودي لقب "الأكثر استخفافًا في جنوب شرق آسيا" ووصفتها سيام ريب بأنها "وجبة الطعام الأكثر استخفافًا في جنوب شرق آسيا" بينما أطلقت مجلة تايم أوت على كيب لقب واحدة من "الـ18 من أكثر مدن الطعام استخفافًا في العالم"
| « | على مدى العقود الثلاثة الماضية وقع الغرب في حب مطابخ تايلاند وجنوب الصين وفيتنام وماليزيا وحتى البورما (لحفلات الشواء)، ولكن بطريقة ما انزلق طعام كمبوديا من خلال الشقوق. | » |

خارج كمبوديا يمكن العثور على المطبخ الكمبودي عمومًا في البلدان ذات الشتات الكمبودي الكبير، مثل الولايات المتحدة وفرنسا وأستراليا وكندا وخاصة في المناطق العرقية في كمبوديا الصغيرة، ولكنه غالبًا ما يستهدف المجتمع الكمبودي المحلي. وبسبب الاعتبارات التجارية والتكوين العرقي للجالية الكمبودية، اختارت العديد من المطاعم المملوكة للكمبوديين تقديم الطعام التايلاندي والصيني والفيتنامي الأكثر شهرة بدلاً من ذلك.

## الدبلوماسية الطهوية

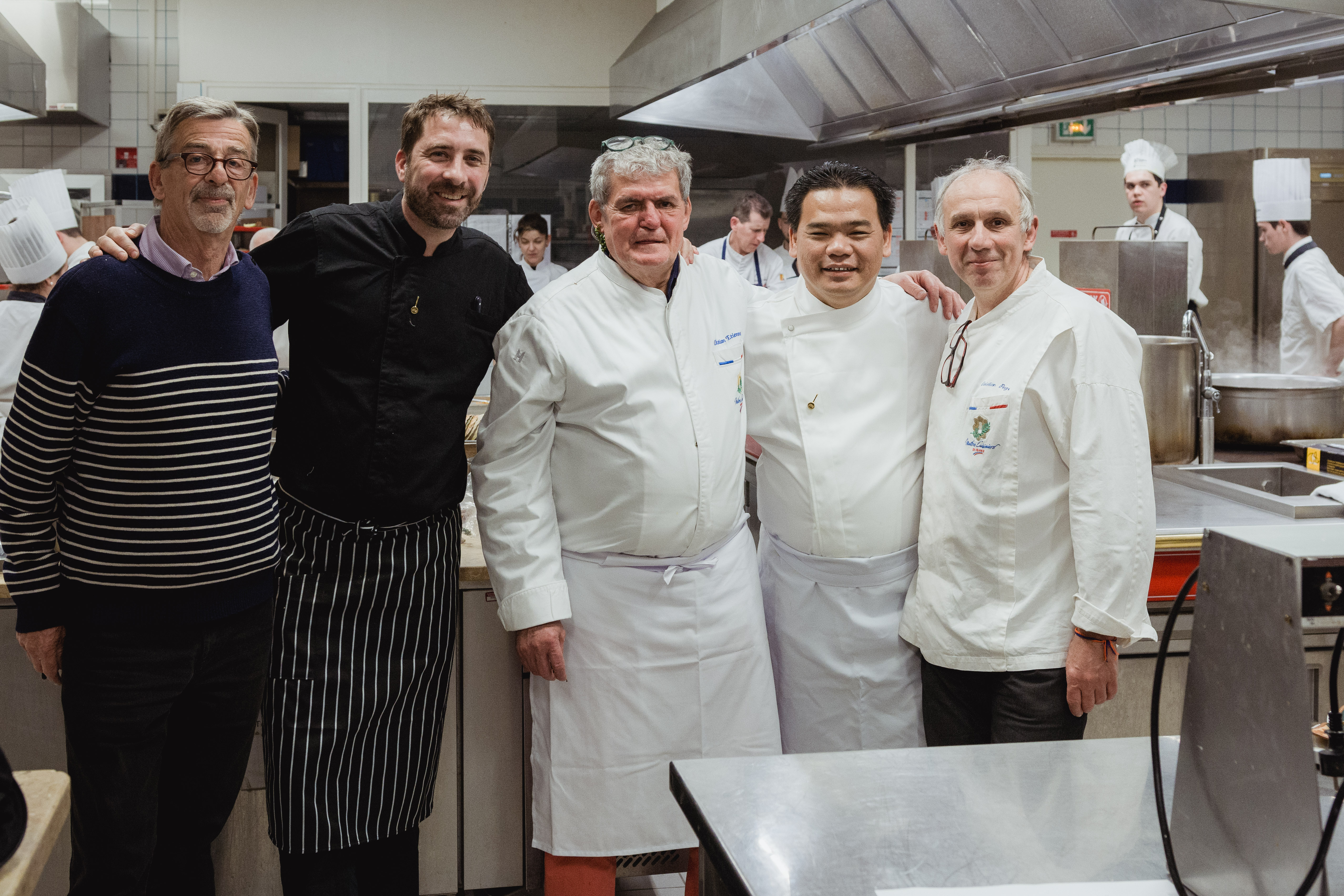
الشيف الكمبودي لو مينج (الثاني من اليمين) مع شريكه التجاري ريتشارد جيليت (الثاني من اليسار) في أفينيون بفرنسا وذلك في عام 2016 للترويج للمطبخ الكمبودي

في ديسمبر 2020 أطلقت وزارة الخارجية والتعاون الدولي حملة رسمية تحت عنوان "دبلوماسية الغذاء 2021-2023" كجزء من استراتيجية دبلوماسية اقتصادية أوسع نطاقاً. وفي حفل الإطلاق ذكر وزير الخارجية والتعاون الدولي براك سوخون بعض الأطباق الخميرية التي سيروج لها في الحملة، مثل براهوك وفيش أموك ونيوم كروش ثلونج وساملور كاكو وساملور كتيس وبراهوك كتيس ونوم بانهشوك. كما أنشأت الوزارة برنامجًا لتدريب الطهاة الكمبوديين للعمل في السفارات الكمبودية وبرنامجًا لتزويد زوجات السفراء بالمعرفة حول المطبخ الخميري.
في فبراير 2021 نشرت الوزارة كتاب طبخ بعنوان طعم أنغكور كأداة للترويج للطهي للبعثات الدبلوماسية الكمبودية في الخارج. كما قاموا بتضمين كتاب الطبخ الكمبودي لعام 1960 ودليل الطهي "فن الطهي في كمبوديا" للأميرة نورودوم راسمي سوبهانا والذي أعيد نشره في مايو 2021 بواسطة قاعدة بيانات أنجكور في الحملة. أما في يونيو 2021 فقد أصدروا سلسلة من مقاطع الفيديو الترويجية تحت شعار "تذوق كمبوديا" والتي تعرض الأطعمة الخميرية والأنشطة الطهوية في مناطق كمبوديا المختلفة بتكليف من وزارة السياحة في كمبوديا. وفي مايو 2022 كُشف عن مرافق التدريب والتمثيل في مجال الطهي تحت اسم "مطبخ أنجكور" في وزارة الخارجية والتعاون الدولي.

## الجوائز

### كتب الطبخ
حصل كتاب الطبخ "من العناكب إلى زنابق الماء، الطبخ الكمبودي الإبداعي مع الأصدقاء" والذي نشرته منظمة فرندز-إنترناشيونال غير الحكومية على جائزة كتاب الطبخ العالمي للذواقة "Gourmand World Cookbook" لعام 2009 باعتباره "أفضل كتاب طبخ للمطبخ الآسيوي" ليصبح أول كتاب من كمبوديا يفوز بالجائزة.
فاز كتاب الطبخ الخميري باللغة الفرنسية أو بيز دي لا بوم سيذير، دي مير إن فيل، أوثنتيكس ريستس كيميرز من تأليف ونشر كانيكا ليندن ووالدتها سوري لونج بجائزة جورماند لعام 2010 كأفضل مطبخ آسيوي في العالم "كتاب الطبخ". وفازت النسخة الإنجليزية من كتاب "أمباريلا المطبخ الكمبودي" بجائزة جورماند لعام 2013 كأفضل كتاب طبخ للمطبخ الآسيوي في المملكة المتحدة وجائزة "أفضل كتاب طبخ للمطبخ الآسيوي" في العالم في عام 2014.
فاز كتاب الطبخ "طعم أنغكور" الصادر عن وزارة الخارجية والتعاون الدولي في كمبوديا بجائزة جورماند وورلد كوكبوك لعام 2021 كأفضل كتاب طبخ آسيوي وجائزة جورماند وورلد كوكبوك لعام 2022 كأفضل كتاب طبخ آسيوي وجائزة "رؤساء الدول/الطعام" عن مقدمة الكتاب التي كتبها نائب رئيس الوزراء براك سوخون.
حصل كتاب الطبخ الكمبودي المعاد نشره والدليل الطهوي ذا كولنري آرت أوف كمبوديا على "الجائزة الخاصة للجنة التحكيم" في حفل توزيع جوائز جورماند وورلد كوكبوك أوورد لعام 2022. وحصل كتاب الطبخ "نهوم: وصفات من مطبخ كمبودي" لروتاناك روس على جوائز جورماند لعام 2020 في فئتي "كتاب طاهية" و"منشور في آسيا" وحصل كتاب الطبخ الثاني لها "ساوي – المطبخ الملكي الكمبودي" على جوائز جورماند وورلد كوكبوك في فئات "أفضل ما في الأفضل" و"الكتب الآسيوية" و"رؤساء الدول".

### المطاعم
أدرج مطعم وات دمناك التابع لـ جوانيس ريفيير في المركز رقم 50 ضمن أفضل 50 مطعمًا في آسيا في عام 2015، ليصبح أول مطعم كمبودي يدخل القائمة. وفي قائمة عام 2016 ارتفع إلى المركز 43. أما في عام 2020 فقد قاموا بإدراج مطعم إمبيسي الذي يديره التوأمان كيمسان في قائمة أفضل 50 مطعمًا في آسيا والتي تم إنشاؤها حديثًا والتي تحمل اسم ففتي بست ديسكفري.

### الطهاة
حصل الشيف الكمبودي لوو مينج على جائزة أفضل شيف في آسيا من مجلتي الأعمال وأسلوب الحياة "أفضل 10 في ماليزيا" و"أفضل 10 في آسيا" في عام 2014.
فاز الطهاة الكمبوديون من جمعية الطهاة الكمبودية بتحدي آسيان للذواقة لعام 2019 بثلاث ميداليات ذهبية، بالإضافة إلى حصولهم على ست ميداليات فضية و17 ميدالية برونزية في فئتي تحدي الطهاة العالميين للحلويات وتحدي الطهاة الشباب العالمي في تحدي الشيف النهائي في تايلاند الذي أقيم في الفترة من 28 مايو إلى 1 يونيو في بانكوك.

## الفهرس
- De Monteiro، Longteine؛ Neustadt، Katherine (1998). The Elephant Walk Cookbook: Cambodian Cuisine from the Nationally Acclaimed Restaurant. هوتون ميفلين هاركورت. ISBN:0395892538.
- Thaitawat، Nusara (2000). The Cuisine of Cambodia. Thailand: Nusara & Friends Co. Ltd. ISBN:978-9-748-77885-3.
- Zhou Daguan (2007). A Record of Cambodia: the Land and Its People. ترجمة: Peter Harris. Silkworm Books. ISBN:978-97-495-1124-4.
- Rivière، Joannès (2008). Cambodian Cooking: A humanitarian project in collaboration with Act for Cambodia. Periplus Editions. ISBN:978-0-794-65039-1. مؤرشف من الأصل في 2023-11-10.
- Van Esterik، Penny (2008). Food Culture of Southeast Asia. Greenwood Press. ISBN:978-0-313-34419-0. مؤرشف من الأصل في 2023-11-10.

## روابط خارجية
الطعام المنسية في كمبوديا . 11 نوفمبر 2018. برنامج الغذاء ‏ . أصوات البي بي سي ‏
- دونستون، لارا (16 أغسطس 2017). الطعام الكمبودي – الطبخ بالنار، البحث عن الطعام، التخمير والزهور . جرانتوريزمو ترافيلز.
- دونستون، لارا (20 أغسطس 2016). تبديد أساطير المطبخ الكمبودي - إنه ليس "طعامًا تايلانديًا معتدلًا"! جرانتوريزمو ترافيلز.
- ليز، فيل (18 أغسطس 2006). لماذا يكره المسافرون الطعام الخميري ؟ ظاهرة.
- استكشاف الطعام الكمبودي في لونج بيتش، كاليفورنيا مع Phnom Penh Noodle Shack و Allen Prom[وصلة مكسورة] . 21 يناير 2021. تناول أمريكا مع الهند
- إيثان ليم: العقود الآجلة الكمبودية . 25 أبريل 2023. الماجستير الأمريكي . بي بي إس
- وصفات الخمير كروم
- تذوق كمبوديا . 18 يوليو 2021. زيارة كمبوديا - مملكة العجائب . عبر اليوتيوب.